# Comté de Flandre
Pour les articles homonymes, voir Flandre.
±866 – 1384 / 1795
Entités précédentes :
- Pagus Flandrensis
Pagus Wasiae
Pagus Gandensis
Pagus Curtracensis
Pagus Tornacensis
Pagus Medenentensis
Pagus de Carembault
Pagus de Pévèle

Entités suivantes :
- Escaut (département)
- Lys (département)
- Nord (département)

Le comté de Flandre, d'abord pagus de l'Empire carolingien, placé par le traité de Verdun (843) à la frontière nord de la Francie occidentale, devient en 863 une principauté détenue héréditairement par la maison de Flandre, puis un fief vassal des rois de France pendant tout le Moyen Âge.
Le comté reste à la maison de Flandre jusqu'à la mort de la comtesse Marguerite de Constantinople en 1280, puis est détenu par la maison de Dampierre, avant de passer en 1384 à la dynastie des ducs de Bourgogne de la maison de Valois, devenant une des principales provinces des Pays-Bas bourguignons et de l'État bourguignon en général.
Passant à la maison de Habsbourg à la mort en 1482 de la duchesse Marie de Bourgogne, fille de Charles le Téméraire et épouse de Maximilien d'Autriche, il échoit en 1515 à leur petit-fils Charles, né à Gand en 1500, qui devient ensuite roi de Castille et d'Aragon en 1516, chef de la maison de Habsbourg en 1519, puis est élu empereur en 1520 sous le nom de Charles Quint. Le désastre de Pavie en 1525, au cours de la sixième guerre d'Italie, contraint François Ier à renoncer à sa suzeraineté sur le comté, qui entre, ainsi que le comté d'Artois, dans le cercle impérial de Bourgogne, subdivision du Saint-Empire.
Sous le règne de Philippe II d'Espagne, marqué par le soulèvement des Pays-Bas dirigé par Guillaume d'Orange, le comté de Flandre est reconquis par le gouverneur général Alexandre Farnèse en 1582-1583 et reste donc une possession du roi d'Espagne, une des provinces des Pays-Bas méridionaux, dits « Pays-Bas espagnols », contrairement aux provinces du nord qui font sécession pour former autour de la Hollande la république des Sept Provinces-Unies des Pays-Bas.
Le comté de Flandre joue dès le XIIe siècle un rôle économique important à l'échelle européenne, la ville de Bruges devenant au XIIIe siècle la capitale économique de l'Europe du Nord, en lien permanent avec les grandes villes d'Italie (Florence et Venise). Mais la fin du Moyen Âge est marqué par le déclin de Bruges et des problèmes dans les villes flamandes, l'activité économique se déplaçant vers le duché de Brabant, notamment à Anvers, avant la montée des villes hollandaises (Amsterdam, Rotterdam) au XVIIe siècle.
Situé à la limite entre la France et le Saint-Empire, séparés par l'Escaut, et proche de l'Angleterre, le comté de Flandre est impliqué dans le conflit entre les Capétiens et les Plantagenêt au XIIIe siècle, puis dans la guerre de Cent Ans, au cours de laquelle les rois de France ont à combattre non seulement les rois d'Angleterre, mais aussi les ducs de Bourgogne, chef de la faction politique des Bourguignons, enfin dans le conflit entre les rois de France et les Habsbourg d'Espagne. Au XVIIe siècle, Louis XIV en conquiert une partie au détriment des rois d'Espagne, notamment les villes de Lille et de Dunkerque.
Passé en 1714 à la lignée des Habsbourg d'Autriche, devenant alors une province des Pays-Bas autrichiens, le comté de Flandre cesse d'exister en 1795 à la suite de l'annexion des Pays-Bas autrichiens par la République française, après leur occupation en 1794 par les armées de la Révolution.
Le territoire de ce comté correspondait approximativement
- en Belgique, aux actuelles provinces de Flandre-Occidentale et de Flandre-Orientale ;
- à l'ouest de la province de Hainaut (arrondissements de Tournai et Mouscron) ;
- à la partie de la province d'Anvers située à l'ouest de l'Escaut ;
- aux Pays-Bas, à la Flandre zélandaise (partie de la province de Zélande située au sud de l'Escaut occidental) ;
- en France, à la région historique de Flandre française (villes de Lille, Dunkerque, Hazebrouck, Douai, etc., et leurs alentours).

## Territoire

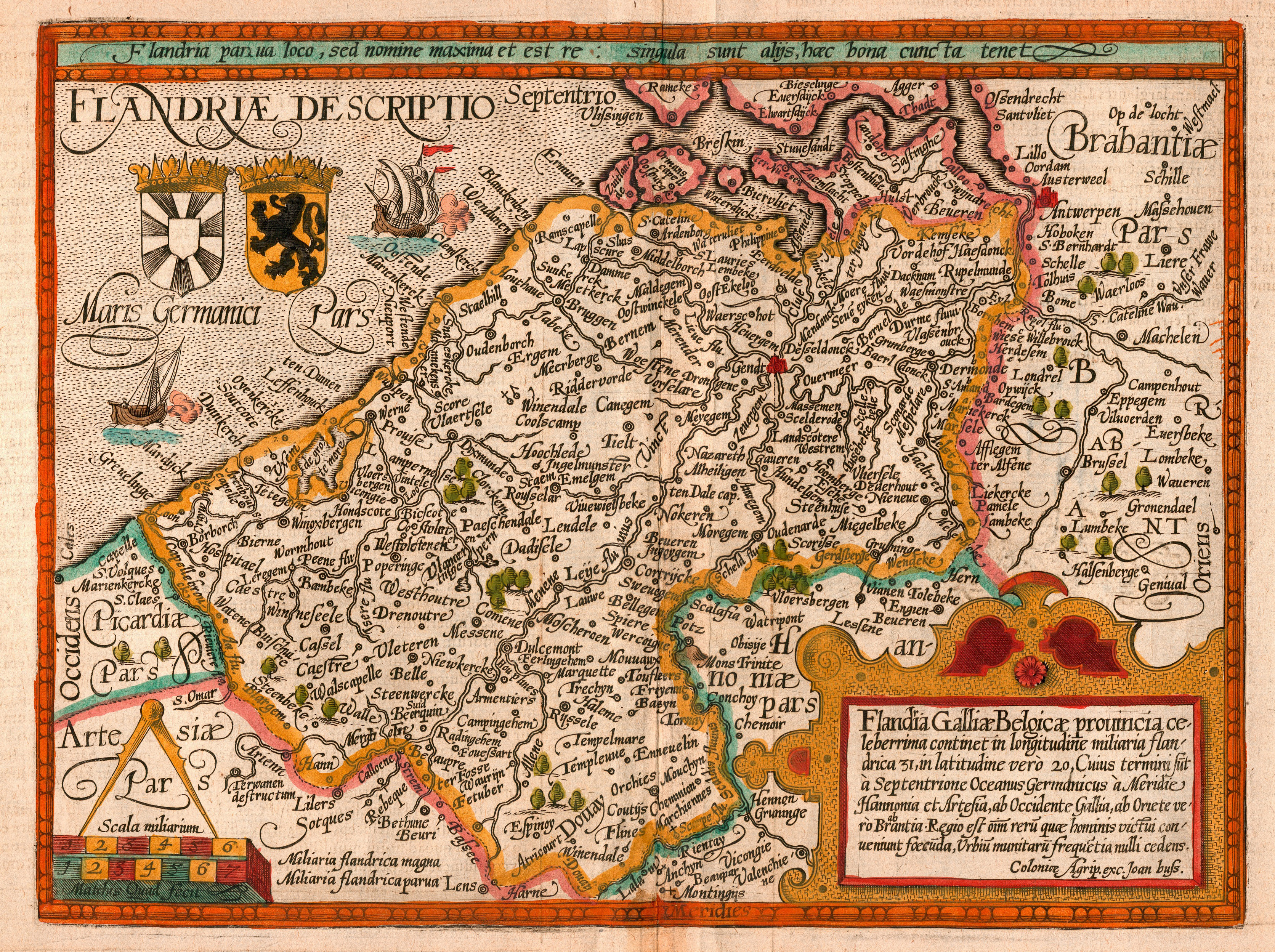
Carte du comté de Flandre en 1609 par Matthias Quad (cartographe) et Johannes Bussemacher (graveur et éditeur, Cologne).

Les possessions multiples des comtes de Flandre dépassent le pagus originel de Flandre. Le territoire du comté de Flandre ne correspond que très partiellement au territoire de la région flamande belge actuelle. Il était situé géographiquement plus à l'ouest et les provinces actuelles de Brabant flamand, d'Anvers et de Limbourg n'en faisaient pas partie.
Le comté de Flandre est traversé par la frontière linguistique entre dialecte thiois (Bruges, Gand, Ypres, Dunkerque) et latin vulgaire (Tournai, Lille, Douai).
La Flandre historique s'étend sur :
- la Belgique, avec :
  - deux des cinq provinces flamandes de la Belgique et une partie d'une troisième : la Flandre-Occidentale (Bruges), la Flandre-Orientale (Gand), et, en province d'Anvers, l'actuelle commune fusionnée de Zwijndrecht (Zwijndrecht et Burcht) et le district d'Anvers-Rive-gauche ;
  - la Flandre romane : le Tournaisis historique et la région de Mouscron (qui faisait partie du Courtraisis) qui ont été rattachés à la province de Hainaut ;
- la France, avec la Flandre française composée de deux régions dont les territoires ont été annexés par la France après le siège de Lille par Louis XIV :
  - le Westhoek, de langue flamande, dans la partie nord-ouest du département français du Nord, composée du Blootland ou Plaine maritime (Dunkerque) et de la Flandre intérieure ou Cœur de Flandre avec le Houtland (Hazebrouck) et la Plaine de la Lys (Armentières) ;
  - la Flandre romane (Lille, Douai), région de culture flamande et d'expression picarde, appelée, sous l'Ancien Régime, Flandre wallonne (wallon signifie roman) ou Flandre gallicante, voire Flandre gallicane.
- les Pays-Bas, avec la Flandre zélandaise (en néerlandais Zeeuws-Vlaanderen), une petite région enclavée entre l'Escaut occidental et la Belgique, dans le sud de la province de Zélande.

Les comtes de Flandre s'emparèrent du pagus Atrebatensis (l'Artois) au sud, mais il leur échappa en 1191. Le comté d'Artois (1237), apanage capétien, fit à nouveau partie des possessions du comte de Flandre Louis II en 1382, par héritage, mais fut acquis à la France en 1659 après bien des guerres dévastatrices.

## Histoire

### Époque romaine et haut Moyen Âge (avant 866)
Du temps des Romains, le territoire du comté de Flandre, qui faisait partie de la Gaule belgique, était occupé par les Morins, les Ménapiens, par une partie des Nerviens et au sud les Atrébates. Ces peuples opposèrent une vive résistance à Jules César ; les Nerviens ont soutenu la révolte des Éburons en 54 av. J.-C., avant de se soumettre complètement aux Romains.
Le christianisme y fut introduit, sous Maximien et Dioclétien, par Piat de Tournai, Chrysole de Comines et Eucher de Maastricht, tous trois martyrs. En 445, Clodion le Chevelu, chef des Francs, vainqueur des Romains, envahit cette contrée et prit Tournai et Cambrai. À cette invasion succédèrent, en 449, les ravages d'Attila.
Roi des Francs dans la région de Tournai depuis 486, Clovis Ier s'était emparé de tout le pays en 510. Sous ses descendants, le territoire fit partie de la Neustrie et fut administré par des gouverneurs dits Forestiers.
Les Flandræ sont citées dans la Vie de saint Éloi, dont l'auteur, saint Ouen, est mort en 683. Encore ne s'étendaient-elles à cette époque qu'à un territoire proche de Bruges.
Aux temps des Carolingiens quelques familles puissantes occupaient les charges comtales et abbatiales dans la région (c'est le cas des Unrochides par exemple), mais elles n'étaient pas implantées uniquement dans la région.

### Débuts du comté héréditaire à l'époque carolingienne (866-987)

#### Le contexte de la menace normande: la marche de Flandre
Les Baudouin fondent et développent le comté de Flandre. À partir de la région de Bruges, ils étendent son territoire en luttant contre les Normands, en captant l'héritage des lignées carolingiennes et en s'imposant à leurs voisins. Les partages successifs de l'empire de Charlemagne (Verdun 843, Ribemont 880) et surtout les invasions normandes ont déstructuré et fragilisé cette région. Dans le royaume de France (Francia occidentalis, ouest de l'Escaut), le pouvoir s'est plus vite fragilisé qu'à l'Est. L'incapacité royale à lutter contre les Normands et leurs ravages a entraîné la montée en puissance de pouvoirs locaux avec lesquels la population espérait pouvoir être protégée. Le principat de Baudouin V marque l'apogée de la première Flandre. Ses successeurs accompagnent l'essor économique qui s'appuie sur le tissage de la laine.
Dès l'époque de Charlemagne, la Flandre semble avoir formé une zone de défense maritime analogue au littus saxonicum romain. Quand des Normands viennent piller la Francie, la tâche du comte de Flandre est de les repousser ; les estuaires, nombreux à cette époque, et spécialement le Zwin et le Sinkfal, au voisinage desquels Bruges apparaît alors, sont les refuges naturels de la petite flotte destinée à surveiller la côte.
Lorsque le traité de Verdun (843) établit l'Escaut comme limite du royaume de Francie occidentale, Charles le Chauve reprend la tradition impériale, et, établit dans cette zone un gouvernement militaire nommé marche. C'est l'origine du marquisat de Flandre dont le premier titulaire est Baudouin. Le titre de marquis de Flandre tombera en désuétude au début du XIIe siècle, à la suite de la disparition de ce titre dans la hiérarchie nobiliaire du royaume de France.

#### Le fondateur de la lignée: Baudouin Bras de Fer (comte de 866 à 879)

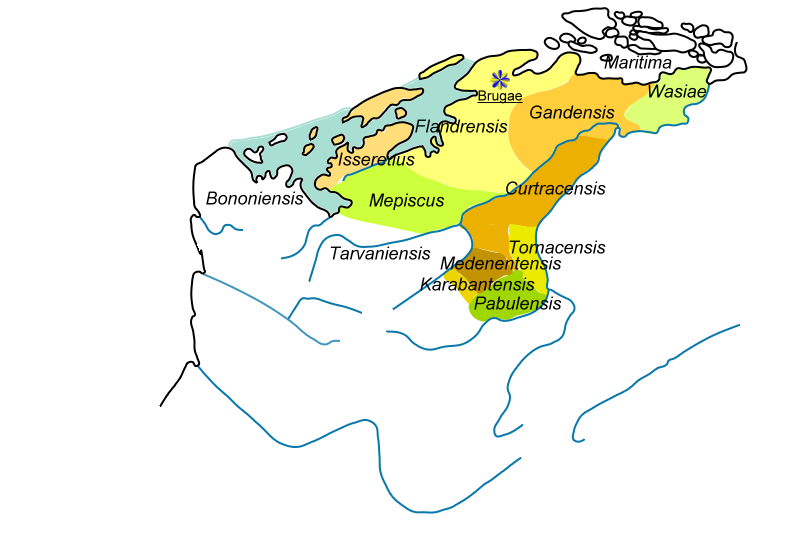
Pagi réunis pour former le marquisat de Flandre.

Le fondateur de la lignée des comtes de Flandre, Baudouin Bras de Fer (mort en 879), un des comtes du royaume de Francie, proche de la famille royale, enlève en 862 la princesse Judith, fille du roi Charles le Chauve. Ce rapt lui vaut d'abord l'excommunication (par un évêque), mais, grâce à l'intervention du pape Nicolas, il obtient son pardon, probablement en 864 ; c'est sans doute en 866 qu'il est investi d'une fonction en Flandre. C'est probablement à son mariage avec Judith que Baudouin doit sa fortune[pas clair].
Son comté primitif correspond sans doute aux doyennés de Bruges, d'Oudenburg et d'Aardenburg, alors que d'autres fonctionnaires royaux se partagent le reste de la marche de Flandre. Baudouin accroît son pouvoir en obtenant progressivement plusieurs abbatiats, dont celui de Saint-Pierre de Gand.
Enguerrand, comte de Gand, et Régnier, comte du Mempisque, venaient d'être disgraciés ; il est probable que d'autres fonctionnaires royaux se maintinrent quelque temps encore dans les pagi voisins.[pas clair]
Au IXe siècle, le marquisat de Flandre a son assise territoriale le long de la vallée de la Lys, à l'ouest de l'Escaut, entre Bruges et l'actuelle Saint-Omer. Il occupe des terres progressivement libérées par la mer qui recouvraient en grande partie cette région jusqu'alors. Il comprit en effet, dès sa formation, les pagi de Waes, de Gand, de Courtrai, de Tournai, le Carembault, le Mélantois, la Pévèle, et peut-être aussi une partie du diocèse de Thérouanne (Ternois, Boulonnais, Mempisque au sens restreint, entre l'Yser et l'Aa). L'ancien pays des Atrébates (pagus Atrebatensis, Ostrevant, pagus Scarbeius et pagus Leticus) n'en faisait pas partie. Ces pagi formant le marquisat de Flandre seront unis par le successeur de Baudouin Bras de Fer.
Vers le nord, les Quatre-Métiers faisaient partie du diocèse d'Utrecht, et avec toute la Frise occidentale, ils appartenaient au royaume de Lothaire. La frontière, de ce côté, ne fut pas modifiée durant tout le Moyen Âge ; les territoires d'Axel, Hulst, Boekhoute et Assenede formaient encore de véritables îlots ; la mer pénétrait plus profondément à l'intérieur des terres. Oostburg, « le château de l'est », est la forteresse qui couvre le marquisat sur cette limite orientale. Sur l'Escaut même, le royaume germanique semble avoir conservé un poste avancé qui, au confluent de la Lys, lui donnait pied sur la rive gauche.
À la mort de Baudouin Bras de Fer (879), l'hérédité de la charge est reconnue par le roi. Sa famille règne sur la Flandre jusqu'en 1119, puis de 1191 à 1280.

#### BaudouinII(879-918)
Baudouin II, dit le Chauve, est le fondateur de la puissance flamande. Pour lutter contre les ravages des Normands (entre 879-883), il hérisse le comté de forteresses (bourgs), refuges pour la population. Politiquement, il tente de capter l'héritage des Unrochides, éventuellement par le meurtre, et y parvient partiellement. Il utilise à son profit les dissensions qui affaiblissaient l'autorité royale pour agrandir son territoire. On le voit faire d'abord opposition à Eudes, puis le reconnaître, prendre le parti de Charles le Simple, enfin, se tournant avec son frère vers la Lotharingie, passer dans le camp de son roi Zwentibold, fils bâtard d'Arnulf de Carinthie.
Le grand pagus Atrebatensis n'était pas encore rattaché à la Flandre. L'abbaye de Saint-Vaast, qui était en même temps la citadelle d'Arras, se trouvait entre les mains du comte Raoul, cousin de Baudouin et probablement fils d'Évrard (de Frioul) et de Gisèle, sœur de Charles le Chauve. Quand Raoul mourut, en 892, Baudouin s'empara de la place, avant que le roi Eudes eût pu en disposer. Baudouin, frappé d'excommunication, n'en brava pas moins le roi qui vint mettre le siège devant Arras, mais qui finit (895) par en reconnaître la possession au comte dont il désirait se ménager l'appui.
En 899, Charles le Simple, à qui la mort d'Eudes avait valu l'adhésion unanime des grands, réussit à expulser Baudouin II du château d'Arras, et il le remit au comte Aumer. Baudouin II n'hésita pas alors à faire assassiner par vengeance l'archevêque Foulques de Reims, qui avait énergiquement combattu ses prétentions, mais il ne put récupérer ni Saint-Vaast, ni le pays d'Arras, qui demeurèrent à Aumer et à son fils Aleaume jusqu'en 931.
À la mort de Raoul, un Unrochide qui était comte du Ternois et abbé laïc de Saint-Bertin, Baudouin II réclama du roi l'abbaye. Les religieux, qui le redoutaient, invoquèrent l'intervention de leur ancien abbé Foulques, devenu archevêque de Reims. Mais Baudouin fit assassiner Foulques le 17 juin 900, réussissant néanmoins à obtenir de Charles le Simple le titre d'abbé laïque et probablement aussi le comitatus. Baudouin II acquit le Ternois vers 900. Il réussit également à imposer sa suzeraineté sur le Boulonnais, probablement vers 896.

#### ArnoulIerle Vieux (918-958)
À la mort de Baudouin II, le comté est partagé entre ses héritiers : son fils puîné Adalolphe (Allou) reçut en apanage le Ternois et le Boulonnais tandis qu'Arnoul, l'aîné, eut la Flandre avec le titre de marquis, puis en 933, à la mort d'Adalolphe, l'héritage entier.
Arnoul reprend la politique de son père avec plus de succès, étendant le comté avec obstination vers le sud. Ce n'est pas sans motif que l'histoire l'a surnommé le Grand. Il a consolidé et étendu son héritage. Puissant comte aux marges du royaume de France, sa politique montre son habileté, son énergie, mais n'est pas exempte de duplicité et ne recule pas devant des criminelles violences. Il a tiré parti du désarroi dans lequel se trouve, au Xe siècle, la monarchie française, et il sait, à propos, s'appuyer sur la Germanie, à laquelle l'avènement de la maison de Saxe prépare à un rôle important.
Arnoul Ier voit se succéder cinq rois des Francs : la déposition de Charles le Simple, le court triomphe de son vainqueur Robert Ier, le règne de Raoul de Bourgogne, gendre de Robert, la restauration de Louis IV, enfin, dans sa vieillesse, l'avènement de l'énergique Lothaire qui donne un dernier éclat à la dynastie carolingienne. Mais dans ces luttes où son suzerain est toujours directement intéressé, il ne songe qu'au marquisat de Flandre, fortifié avec l'appui des rois de Germanie, et il ne prend lui-même la défense de Louis IV contre Hugues le Grand qu'avec l'accord avec Otton.
Arnoul soutient d'abord les adversaires du roi de France, et il s'allia contre lui avec Héribert II de Vermandois, dont il épousa, en 934, la fille Adèle ; quand Louis IV, sollicité par Gislebert et d'autres mécontents, tenta, en 938 et 939, de se remettre en possession de la Lotharingie, il prend rang avec Héribert, avec Hugues le Grand et le duc Guillaume de Normandie, dans le camp opposé. Il joue un rôle au traité de Visé (942), qui réconcilie les deux monarques, et comme Otton soutient désormais la cause de Louis, devenu son beau-frère, il l'accompagne dans l'expédition que mène, en 946, l'armée germanique contre Hugues le Grand.
Les territoires qu'Arnoul Ier convoite en France sont l'Artois, l'Ostrevant, le Ponthieu et l'Amiénois :
- À Arras domine le comte Aleaume, qui paraît avoir pris parti, avec Héribert de Vermandois, contre le roi Raoul, lequel vient, en 931, assiéger la place. Aleaume est tué à Noyon en 933. Arnoul, qui s'est emparé de son comté, le conserve jusqu'à la fin de son règne[20].

- Quant à l'Ostrevent, Arnoul parvient dès 931 à déloger Roger II de Laon et ses frères de la place de Mortagne. C'est probablement en 943, à la mort du comte Raoul le Jeune, qu'Arnoul de Flandre parvient à occuper également Douai. Le reste de l'Ostrevent conserve encore ses comtes particuliers[21].

- Sur la Canche, Arnoul a aussi remporté des succès. Il s'est emparé, en 939, de Montreuil, clef du Ponthieu et fief du comte Hélouin, fils de Helgaud. Or, l'intervention du duc Guillaume Ier de Normandie permet à Hélouin de le reprendre. Le ressentiment d'Arnoul se traduit bientôt par l'assassinat de Guillaume par le chambellan du comte de Flandre[22]. Après la mort de Hélouin (945), comme Arnoul s'est réconcilié avec Louis IV, il peut faire valoir de nouveau ses prétentions sur Montreuil, que le roi et le comte attaquent ensemble et qu'Arnoul, en 948, parvient à enlever à Roger, fils de Hélouin[22].

- Reste le château d'Amiens, que Louis IV avait donné à Hélouin, en 944, pour compenser la perte de Montreuil. Arnoul s'y fait recevoir par les habitants en 949, mais il le perd bientôt[23].

C'est également sous Arnoul Ier qu'un chef danois, nommé Siegfried, prend possession d'une partie du Boulonnais. Sa vaillance, son attitude chevaleresque ont fait sur le comte une si forte impression qu'il lui permet d'y demeurer. Ce Siegfried a ensuite épousé ou simplement séduit Elstrude, la fille d'Arnoul.
Guerriers, ces grands seigneurs sont aussi pieux. Ainsi Arnoul Ier soutient-il le mouvement monastique et la réforme religieuse.

#### BaudouinIII: un règne trop court (958-962)
Vieilli et miné par la maladie, Arnoul, dès qu'il put être secondé, céda le pouvoir à son fils Baudouin III. Mais Baudouin III fut enlevé par la petite vérole le 1er janvier 962, et ne régna donc que trois ans, associé à son père. De son union avec Mathilde de Saxe, Baudouin III ne laissait qu'un enfant en bas âge. Force fut au vieux comte de reprendre les rênes du gouvernement. En mourant, il désigne comme tuteur de son petit-fils l'un de ses parents, Baudouin Bauces.
En 962, les enfants d'Adalolphe de Boulogne avaient réussi à récupérer, grâce au soutien du roi Louis IV, le comté de Boulogne ayant appartenu à leur père, pour l'un d'entre eux, Arnoul II de Boulogne, mais dans la dépendance du comté de Flandre.
La situation de la Flandre n'était plus la même que trente ans auparavant. Le jeune Lothaire de France, monté sur le trône en 954, avait obligé Arnoul Ier à résigner sa terre entre ses mains, probablement à cause de l'attitude du comte vis-à-vis d'Otton. Arnoul avait su donner à la Flandre une étendue et une cohésion qui était de nature à inquiéter son suzerain. Par ses relations avec ses voisins du royaume allemand, avec le comte de Cambrai, avec le comte de Frise occidentale, il avait pris une allure d'indépendance que le roi pouvait, non sans raison, trouver menaçante.
Il faut noter que les évêques ne purent jamais jouer en Flandre le rôle que prenaient à cette époque les prélats lotharingiens. Les villes de la région flamande avaient été, par l'occupation germanique, réduites à un tel état d'affaiblissement qu'elles ne pouvaient servir de point d'appui à la puissance d'un évêque. Les sièges de Tournai, d'Arras avaient été supprimés au VIe siècle : Tournai fut réuni à Noyon jusqu'en 1146, Arras à Cambrai jusqu'en 1093. Thérouanne, qui avait conservé son titulaire, demeura toujours un village. Pendant la période où se consolida la puissance des comtes, les évêques ne purent donc tenter de rivaliser avec eux. C'est l'une des causes, et non la moindre, des progrès réalisés par l'autonomie flamande.
Lothaire voulut sans doute essayer de réagir. Il n'osa cependant pousser les choses jusqu'à la confiscation et il reconnut Arnoul II comme successeur de son grand-père.

#### ArnoulII(962-987)
Arnoul II, placé sous l'influence du roi de France, n'exerça effectivement son pouvoir que de 976 à 988, sur une Flandre amputée de ses marges méridionales, notamment le Boulonnais et le Ternois. La Flandre était mutilée. Lothaire, dès 965, l'avait envahie. Il avait obligé les vassaux du comte à lui rendre hommage et avait gardé par devers lui l'Artois, l'Ostrevant, tout le pays jusqu'à la Lys. C'était les conquêtes d'Arnoul Ier qu'il annulait. Il est probable que cette confiscation n'a été que temporaire et que Lothaire a remis lui-même la partie méridionale de la Flandre au jeune comte Arnoul II.
Arnoul II concéda définitivement la terre de Guînes à son cousin Ardolf, fils de Siegfried et d'Elstrude, en lui donnant rang de comté.

### Développement du comté à l'époque capétienne (987-1128)

#### BaudouinIV
D'entrée, la pression royale française s'accentua et le conflit qui s'instaura se termina par la perte définitive de Montreuil pour la Flandre.
Cependant, la minorité comtale de Baudouin IV ne viendra pas réellement affaiblir la puissance des Baudouinides. Les Carolingiens de France s'étaient éteints en 987. Hugues Capet était monté sur le trône, mais son autorité était loin d'être affermie. Il s'était hâté de recevoir l'hommage de Baudouin et il avait fiancé son fils Robert (II) à la veuve d'Arnoul et tutrice de Baudouin IV, Rozala de Provence. Le mariage eut lieu en 988 mais ne fut pas heureux. La princesse, italienne de naissance et sans doute rapidement mûrie, déplut bientôt à son époux, plus jeune, qui la répudia.
C'est du côté de la Lotharingie que se tourna l'ambitieuse activité de Baudouin IV. Il avait là, comme voisins, sur la rive de l'Escaut, les défenseurs des trois marches constituées par Otton Ier sur la frontière de l'empire :
- le comte d'Ename (Godefroid de Verdun), Ename étant une forteresse que Godefroid avait construite en aval d'Audenarde et qui donna pendant quelque temps son nom à cette région du Brabant occidental[33] ;
- le comte de Gand (Arnoul, mort en 993, puis Thierry III de Hollande) ;
- et le comte de Valenciennes (Arnoul).

##### Relations avec le Hainaut
Godefroid avait reçu d'Otton II, en 974, la plus grande partie du Hainaut. À la fin du Xe siècle, le Hainaut avait été restitué par Otton III à Régnier IV, fils de l'exilé Régnier III.
La famille des Régnier, qui donc avait réussi, dans les dernières années d'Otton III, à se remettre en possession de son héritage, venait de s'agrandir dans le Brabant occidental. En effet, le comte d'Ename, Hermann, fils de Godefroid, s'était fait moine à Verdun et il transmit une partie de son fief à son gendre, Régnier V. Par cette acquisition, les comtes de Hainaut devenaient les riverains de l'Escaut sur une notable partie de son cours.
Les comtes de Flandre s'inquiétaient des agrandissements du Hainaut. Baudouin IV n'entendit pas accepter le voisinage des comtes de Hainaut. Vers 1033, il s'empara par trahison de la forteresse d'Ename et la détruisit de fond en comble. Son fils Baudouin V éleva à Audenarde un château d'où il dominait la contrée.

##### Relations avec Gand
Le comte de Gand, vassal et allié du comte de Flandre, ne semblait pas, à la fin du Xe siècle, devoir lui donner ombrage. Quelques décennies plus tard, ses prétentions furent néanmoins réduites à néant, et son château confié à un châtelain.

##### Relations avec Valenciennes
La portion méridionale du Hainaut, l'ancien pagus de Famars, avec Valenciennes, avait été confiée au comte Arnoul, mais le grand âge de ce dernier faisait de Valenciennes une proie facile, et Baudouin IV, en 1006, réussit à s'en emparer.
Pour faire cesser cette usurpation, Henri II se mit d'accord avec le roi Robert II de France, que la répudiation de Rozala avait brouillé avec le comte de Flandre. La campagne que les deux princes firent en commun, au mois de septembre 1006, n'aboutit à aucun résultat. Valenciennes demeura à Baudouin, qui en profita pour inquiéter l'évêque de Cambrai, Erluin, fidèle à la cause de Henri II. Ce dernier reprit les hostilités en 1007, mais, voyant l'impossibilité de réduire Valenciennes, il marcha sur Gand par Lembeek et Hautem (il passe l'Escaut, occupe la forteresse impériale, et, de cette position, attaque la ville même et ravage les campagnes). Baudouin IV fut contraint de mettre bas les armes et il restitua Valenciennes à l'empire.
Néanmoins Henri II ne lui en tint pas rigueur. Il paraît avoir reconnu, comme l'avait fait Otton Ier, l'intérêt que l'Allemagne pouvait avoir à s'assurer la sympathie et l'alliance du marquis de Flandre. Il ne tarda pas, en effet, à remettre Valenciennes en fief à Baudouin et il y ajouta plus tard Walcheren, en même temps que les Quatre-Métiers. Le fief de Walcheren comprenait, outre Walcheren proprement dit, Zuid-Beveland, dont Borsele forme la partie sud-ouest, et Wolphaartsdijk (Oostkerke), la partie nord-ouest.
Une Flandre impériale est ainsi constituée, les comtes de Flandre étant dès lors princes du Saint-Empire, en plus d'être vassaux vis-à-vis du roi de France.
Henri II mourut en 1024. Son successeur, Conrad II, de la maison de Franconie (1024-1039), n'eut que peu de contact avec la Flandre.

##### Relations avec la Flandre
Baudouin IV innova en organisant des châtellenies.
À Cambrai, Baudouin IV soutint le châtelain Wautier, qui pillait les biens de l'évêque, et il tenta même, avec son appui, de s'y construire une place forte. Mais l'évêque, sans user de violence, l'amena à renoncer à ce projet (1026).
Il réussit à s'assurer, dans toute la partie septentrionale du pays, la subordination directe et complète des seigneurs, qui, sur plus d'un point et notamment à Tournai et à Courtrai, avaient conservé le rang de comtes. Il réduisit à néant les prétentions des comtes de Westfrise dans le pays de Waas. Les châtelains (burgraves) prirent désormais le rôle de vicomtes dans la hiérarchie féodale. Ils étaient chargés de la garde d'une forteresse et de la défense militaire du pays, et avaient aussi la délégation du comte en matière judiciaire. Leur circonscription répondait d'ordinaire à celle de l'ancien pagus, mais des modifications nombreuses ne tardèrent pas à se produire dans ces nouvelles divisions territoriales. Le pagus s'effacera de plus en plus et la châtellenie, plus restreinte ou plus étendue, prendra sa place.
Dans la partie méridionale du marquisat, les comtes, moins dépendants dès l'origine, réussirent à se maintenir, mais dans les liens de la vassalité flamande. Ce furent les comtes de Boulogne, de Guînes, de Saint-Pol, de Lens, d'Hesdin. Le territoire flamand s'est stabilisé et l'assise n'en changera plus pendant deux siècles. Le noyau originel (autour de Gand, Bruges, Lille et Saint-Omer) est directement régi par le comte. Il existe un arc sud, où le comte est représenté par des châtelains locaux qui ne sont pas seigneurs de la terre. Au-delà encore, se trouvent au sud et à l'est, des comtés vassaux. Le danger intérieur d'émiettement féodal à l'intérieur du comté est ainsi circonscrit.
Baudouin IV meurt en 1035.

#### BaudouinV
Le fils de Baudouin IV, qui avait épousé Adèle, fille du roi Robert le Pieux, semble avoir, à la suite de cette haute alliance, conçu de si ambitieux projets, qu'il alla jusqu'à solliciter de Conrad II l'autorisation de prendre le Cambrésis comme base d'opération contre le gouvernement de son père ; mais il ne tarda pas à venir à résipiscence.
Henri III, à son avènement (1039), sanctionna sans doute l'usurpation que Baudouin IV avait faite sur la rive droite de l'Escaut. Baudouin V resta donc maître de la région que l'on appellera plus tard le Brabant wallon et qui correspond aux doyenné de Saint-Brixe et de Chièvres. Henri III avait vu se dresser devant lui un redoutable adversaire en la personne de Godefroid le Barbu, fils du duc de Lotharingie, Gothelon, mort en 1044. Godefroid réclamait la possession de la Lotharingie entière que le roi avait divisé entre lui et son frère Gothelon II. Il est probable que pour s'assurer dans ce conflit la neutralité du comte de Flandre, Henri voulut lui témoigner quelque nouvelle faveur. Il conféra donc, en 1045, à son fils, le futur Baudouin VI, le gouvernement d'une marche voisine de ses frontières (peut-être Anvers).
Henri III ne fut d'ailleurs payé que d'ingratitude ; deux ans plus tard (1047), Baudouin V entrait, avec Thierry IV de Frise occidentale, dans la coalition qu'avait réussi à former Godefroid. Il y entraîna le comte Hermann de Hainaut, malgré la résistance de Richilde, dont sa parenté avec l'empereur assurait sans doute sa fidélité. Ce fut l'occasion d'un rapprochement entre Baudouin et Hermann ; ils conclurent un accord par lequel ils mettaient fin aux différends que suscitaient entre eux la possession du Brabant méridional et celle de Valenciennes. Le comte de Hainaut cède en 1063 la forteresse d'Ename, que les comtes de Flandre avaient occupée en 1035 mais perdue entre-temps. Baudouin éleva également ses prétentions sur le territoire anciennement rattaché au comté impérial de Gand, c'est-à-dire tout le pays situé entre la Dendre et l'Escaut. En échange, Hermann de Hainaut obtint du comte de Flandre l'importante place de Valenciennes.
Sûr de ce côté, Baudouin V put prêter toutes ses forces à son allié, Godefroid le Bardu. Henri III venait d'éprouver une défaite sur le bas Rhin. Les coalisés s'emparèrent de Nimègue, y brûlèrent le palais impérial ; Verdun fut mis à sac par Godefroid. À Liège, l'évêque Wazon parvint à repousser l'attaque qui menaçait la ville du même sort. Mais Henri III avait suscité d'heureuses diversions ; il avait obtenu contre la Flandre l'appui des flottes anglaise et danoise ; le pape, en interdisant le mariage de Mathilde, fille de Baudouin, avec Guillaume de Normandie, avait enlevé au comte ce puissant allié. Baudouin dépose les armes et fit amende honorable, en 1049, à Aix-la-Chapelle. Ce n'était toutefois qu'une feinte ; en 1050, il reprend les hostilités ; nouvelle expédition de l'empereur et nouvelle paix.
Mais l'année suivante, le conflit devient plus aigu que jamais. Hermann de Mons venait de mourir (1051) et Baudouin, saisissant cette occasion pour mettre fin à l'antagonisme qui souvent avait opposé le Hainaut à la Flandre, résolut le problème par l'absorption du Hainaut ; sans se soucier du consentement du suzerain allemand, il amena la veuve du comte, Richilde, à accepter comme époux son fils Baudouin (VI). Cela dit, l'empereur reconnut l'alliance, par mariage, du futur Baudouin VI avec Richilde, héritière du comté de Hainaut.
Le coup était habile ; il promettait au possesseur des deux comtés un notable accroissement de forces. Henri III ne voulut pas tolérer cette infraction au droit féodal et il se prépara à en tirer vengeance. Henri, traversant le Hainaut, atteignit l'Escaut à Maing, au-dessus de Valenciennes ; Baudouin campait sur l'autre rive. Par une manœuvre de flanc, l'empereur détacha une partie de ses forces qui, faisant le détour par Cambrai, opérèrent en amont le passage du fleuve et déterminèrent le comte à s'enfoncer vers l'intérieur. L'armée ennemie tenta d'envahir par le sud la Flandre proprement dite ; mais le comte en avait si habilement défendu les points faibles par des fossés et des palissades, que l'accès en était impossible. Henri III remonta vers Lille et livra, près de Phalempin, une bataille où périt le comte Lambert de Lens ; il se détourna ensuite sur Tournai et réussit à y capturer de nombreux prisonniers de marque.
Ces opérations, qui avaient eu lieu dans le courant de l'été 1054, n'amenèrent pas de résultats décisifs et ne contraignirent pas encore Baudouin V à se soumettre. En 1055, il va, de concert avec Godefroid, mettre le siège devant Anvers. La situation demeura, de ce côté, si incertaine pour l'Allemagne, qu'à la mort de Henri (5 octobre 1056), les conseillers de son jeune fils Henri IV, se résolurent, pour obtenir la paix, aux plus larges concessions.
Baudouin se rendit à Cologne où se tint, en décembre 1056, une diète solennelle. Le mariage de Baudouin avec Richilde se trouva ratifié. Quant aux fiefs de Flandre, Baudouin conserva la Zélande méridionale, les Quatre-Métiers et le château de Gand. Il faut ajouter que le comte reçut un fief nouveau, le Brabant jusqu'à la Dendre. Il confia ce territoire à l'avoué de l'abbaye Saint-Pierre de Gand, qui devint ainsi le premier seigneur d'Alost.
Baudouin V meurt en 1067. Il est alors tuteur du roi de France Philippe Ier et beau-père de Guillaume le Conquérant. Sous son principat, il affirma son autorité à l'intérieur de la Flandre, en multipliant les avoués et châtelains, maintenus dans une stricte dépendance du pouvoir comtal.
Les règnes de Baudouin IV et Baudouin V ont eu pour le développement de la puissance flamande une importance capitale. L'ancien comté, de mouvance française, s'appuyait désormais solidement sur l'Allemagne impériale ; il s'était agrandi aux dépens de la Frise lotharingienne et du Brabant, acquérant d'un côté les cinq îles zélandaises et les Quatre-Métiers, de l'autre le château de Gand et le comté d'Alost. Les souverains français, Robert II, Henri Ier, Philippe Ier, n'avaient joué qu'un rôle effacé dans ces événements, dont Philippe lui-même ne devait pas tarder à éprouver les conséquences.

#### Une période de crises dynastiques (1070-1128)
L'union de la Flandre et du Hainaut ne fut pas de longue durée. Baudouin VI, qui avait succédé à son père en 1067, mourut après un règne de trois ans (1070), pendant lequel il ne se produisit aucune modification territoriale. Il avait acquis en 1068, sur les rives de la Dendre, un alleu où il fonda la ville de Grammont et qu'il inféoda en partie au seigneur de Boelare.
La mort de Baudouin VI provoque une crise dynastique. Arnoul III semble bien avoir reçu alors l'ensemble des possessions paternelles. Son oncle Robert avait épousé en 1063 Gertrude de Saxe, veuve du comte Florent de Frise occidentale ; c'est à cette union qu'il doit le surnom de Frison. Gertrude avait conservé de son premier époux plusieurs enfants en bas âge, et la mission de servir de tuteur à l'héritier du comté, le jeune Thierry V, échut à Robert. Ce n'était pas une tâche aisée, mais elle convenait à son énergie.
Robert le Frison se donna non seulement pour tâche de restaurer la puissance frisonne, mais il entreprit aussi d'arracher la Flandre à Richilde, dont le gouvernement paraît y avoir été très mal accueilli. En effet, à la différence du Hainaut mené de main de maître par Richilde, aristocrate autoritaire, en Flandre, les paysans jouissaient de certaines libertés, grâce à leur esprit pionnier de promoteurs de terres humides et incultes. Robert groupa sans peine autour de lui les mécontents ; maître d'une grande partie du pays, il n'hésita pas à entamer une lutte ouverte.
Richilde invoqua l'aide du roi de France, Philippe Ier, dont Baudouin V avait été le tuteur, mais les Flamands, conduits par Robert, demeurèrent vainqueurs à Cassel, le 22 février 1071. Arnoul III périt dans le combat.
Robert est dès lors reconnu en Flandre et, malgré tous les efforts de Richilde pour intéresser à sa cause l'évêque Théoduin de Liège, auquel elle inféoda le Hainaut, et l'empereur Henri IV, qui confirma cet engagement, elle dut se résigner à accepter le fait accompli. Son second fils Baudouin ne conserva que le Hainaut. Elle-même, toutefois, avait reçu en douaire la seigneurie d'Audenarde.
Ce qui met en lumière toute la puissance du comte de Flandre, c'est que non seulement il savait tenir tête à son suzerain, le roi de France, mais qu'en même temps il luttait avec son pupille Thierry contre l'empire. Après la mort de Godefroid le Bossu (1076), Henri IV fit la paix avec Robert et avec Thierry. La réconciliation de Robert avec l'empereur eut lieu à Mayence, en présence du roi de France Philippe Ier, le 29 juin 1076. Il y reçut probablement l'investiture de la Flandre impériale.
Tout indique que Robert céda alors à son beau-fils les îles méridionales de la Zélande que les comtes de Flandre avaient tenues en fief immédiat depuis 1018, et qui désormais constituèrent pour les comtes de Hollande un arrière-fief qu'ils relevaient de la Flandre. Il est également possible que c'est à cette époque que le pays de Waes passa sous la suzeraineté du Saint-Empire.
Les descendants de Robert Ier règnent jusqu'en 1119. Robert II (1093-1111) inaugura les rapports féodaux de la Flandre avec l'Angleterre. Malgré le mariage de Guillaume le Conquérant avec Mathilde, sœur de Baudouin VI, les relations des deux pays n'avaient pas été amicales ; Robert le Frison avait prêté appui à Philippe Ier contre la Normandie : l'hostilité traditionnelle qui existait entre ce duché et la Flandre persista par la suite. Robert II se fit à son tour l'allié du roi Louis VI contre Henri Ier, et s'il accepta du monarque anglais un fief d'argent de 400 marcs, moyennant lesquels il s'engageait à mettre cinq cents chevaliers à sa disposition, le rapprochement ne fut que momentané. Il soutint également son suzerain le roi de France en butte aux ambitions de ses seigneurs féodaux dans le domaine royal et le Bassin parisien, mais mourut au siège de Meaux.
La mort prématurée de Baudouin VII (1111-1119) et l'extinction de la ligne mâle des Baudouin amenèrent toute une série de compétitions et de troubles. Charles de Danemark (1119-1127), fils du roi Knut IV et petit-fils de Robert Ier, réussit à se mettre en possession du comté de Flandre, en vertu du testament de Baudouin VII et malgré l'hostilité de Louis VI le Gros.
Par son mariage avec Marguerite de Clermont en Beauvaisis, Charles acquit le comté d'Amiens que le roi Louis VI avait enlevé en 1117 à la maison de Coucy, pour le transmettre à la maison de Vermandois, Marguerite étant la fille de Renaud II de Clermont et d'Adélaïde, fille unique de Herbert IV de Vermandois, et sa mère, réservant le Vermandois à son fils du premier lit, avait constitué l'Amiénois en dot à sa comtesse de Flandre ; mais l'assassinat de Charles (1127) le détacha bientôt du comté.
Charles est loyal envers son suzerain le roi de France, et entretient aussi de bons rapports avec son autre suzerain, l'empereur germanique, ce qui lui permet d'établir une certaine autorité sur Cambrai.
Les comtes de Flandre sont des vassaux exemplaires. On voit apparaître le métier à tisser horizontal à pédales, vers 1100. L'industrie textile sera dès lors une constante de l'histoire du comté, et même au-delà de l'histoire de la région. Le commerce de la laine anglaise, réputée pour son excellente qualité, est déjà pratiqué avec le royaume insulaire. D'autres échanges se font aussi vers la Rhénanie. La richesse du comté devient telle et son administration suffisamment forte, que trois de ses comtes peuvent abandonner leur terre et se rendre en Palestine comme pèlerin ou comme croisés.

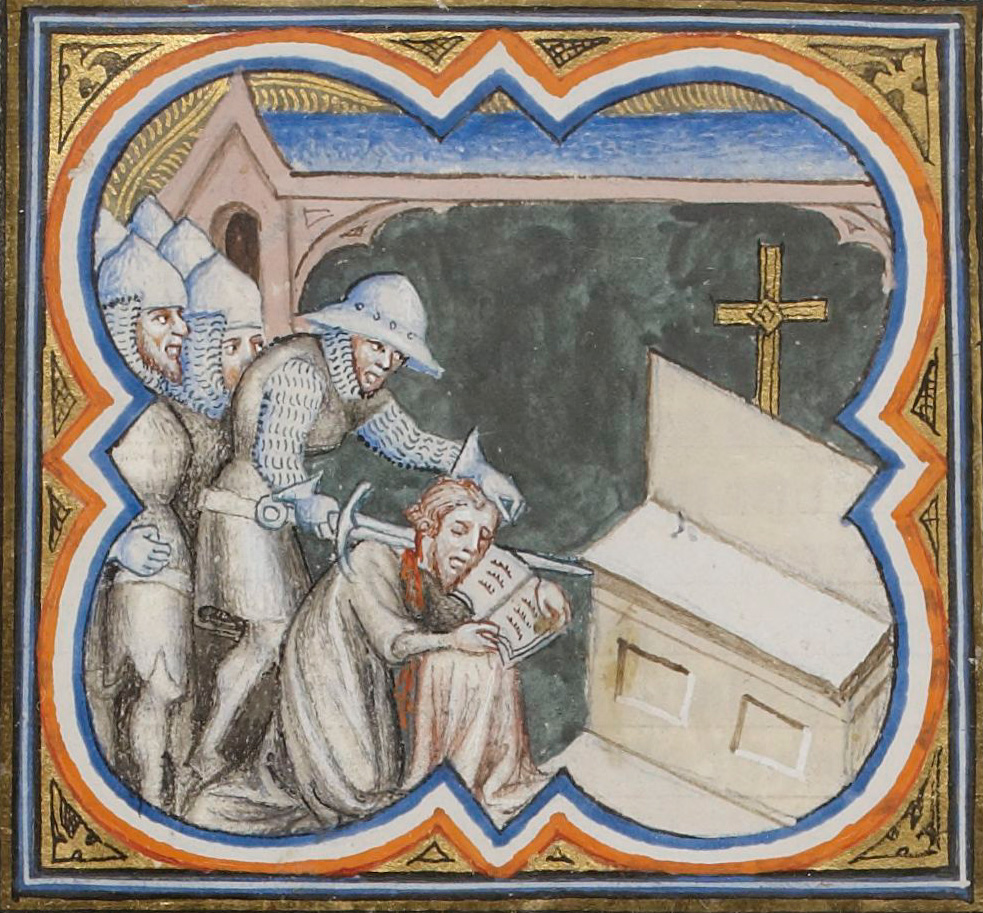
L'assassinat de Charles le Bon, en 1127.

Cependant la tension sociale créée par l’industrialisation éclate dans les années 1125-1128. Une famine, fléau oublié depuis longtemps, a lieu en 1125. Le clan de Bertulf ou Bertholf, prévôt de l’église Saint-Donatien et chef de l'administration comtale depuis 1091 est mis en cause dans des trafics de blé. Le 2 mars 1127 des membres du clan de Bertulf assassinent le comte Charles le Bon, dans l’église Saint-Donatien de Bruges pendant la messe du mercredi des Cendres, acte inouï qui marqua le temps.
La noblesse et les bourgeois de Bruges et de Gand fidèles au comte abattent la puissance de Bertulf qui est exécuté. Charles le Bon étant mort sans héritier, le roi de France, Louis VI, en tant que suzerain, intervient et impose Guillaume Cliton, petit-fils de Mathilde et de Guillaume le Conquérant, comme son candidat à la succession. Guillaume était le fils de Robert Courteheuse, que son frère, le roi Henri Ier, avait dépossédé de la Normandie, et Louis VI, en lui donnant son appui, espérait, grâce au concours de la Flandre, réussir à détacher, en sa faveur, la Normandie de l'Angleterre.
À ce moment, le comté de Boulogne se trouvait aux mains d'un neveu du roi Henri, Étienne de Blois, fils de sa sœur Adèle. Étienne, qui avait épousé Mathilde de Boulogne, fille d'Eustache III, essaya de faire opposition au prétendant normand. Mais Louis VI obtint sans peine pour son candidat l'adhésion de la noblesse flamande.
Le 23 mars 1127, Guillaume Cliton est investi du comté et, afin de se faire accepter, promet d'accorder les premières franchises aux villes ainsi que l’abolition du tonlieu et du cens. Guillaume ayant oublié ses promesses, les villes de Gand et de Bruges se révoltent, tout comme les habitants de la zone maritime et les seigneurs de Termonde et d'Alost, tous deux établis sur terre impériale. Le nouveau comte fut tué au cours du siège de cette dernière place (1128),.

### Apogée politique, puis économique (1128-1280)
Le XIIe siècle voit l'apogée politique du comté avec la dynastie d'Alsace (dont une branche cadette est la maison de Hénin-Liétard). Mais au XIIIe siècle, les comtes se heurtent au roi de France Philippe Auguste, qui après avoir pris le contrôle de l'Artois, finit par abattre l'autonomie féodale du comte de Flandre lors de la bataille de Bouvines (1214), attachant la petite noblesse à la cause royale.
Malgré des problèmes politiques et sociaux, la Flandre reste une puissance économique, avec l'appui des deux « grandes comtesses », qui s'appuient sur les villes (Bruges, etc.).

#### Les succès des comtes de Flandre de la maison d'Alsace (1128-1180)

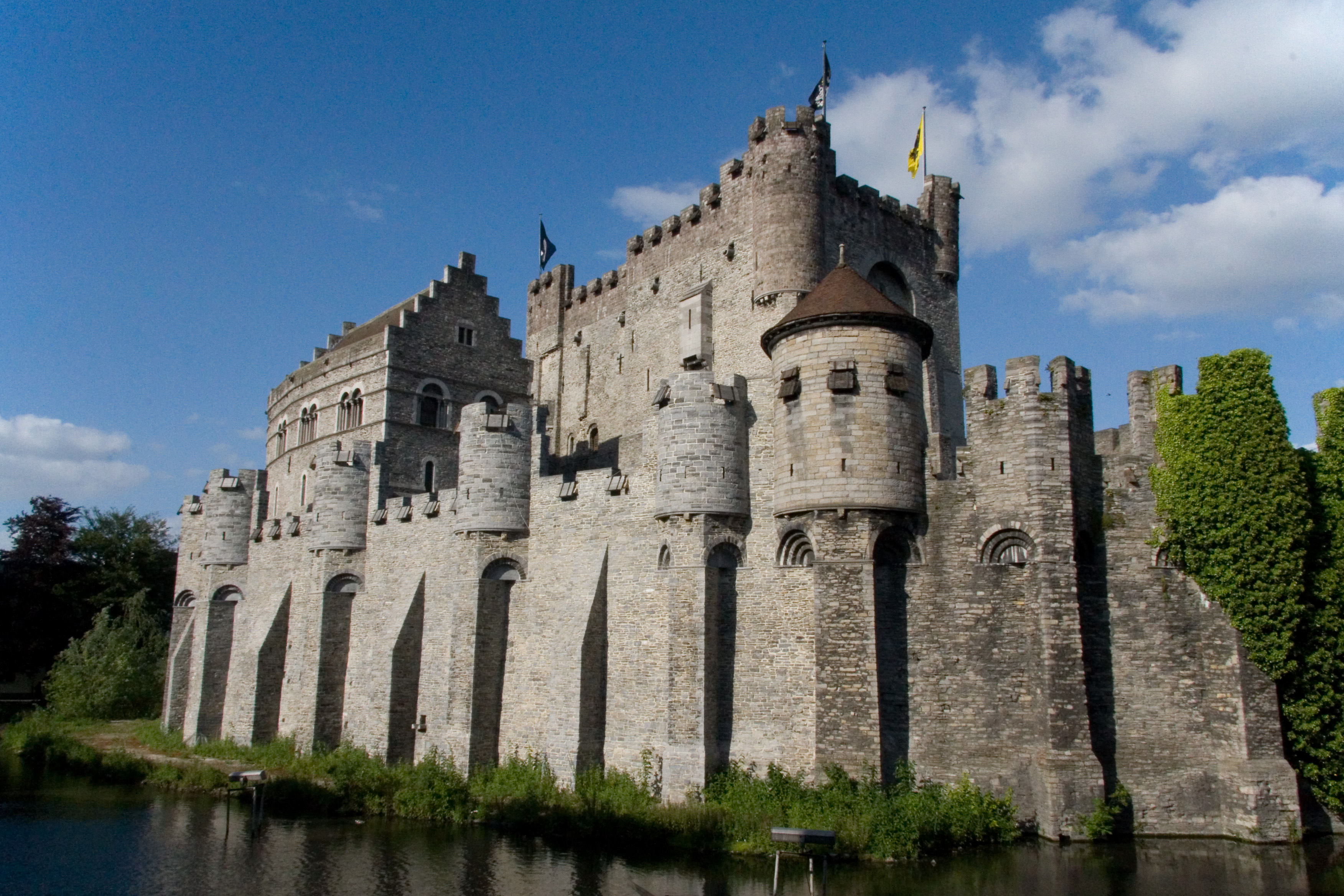
Le château des comtes de Flandre à Gand.

L'avènement de Thierry d'Alsace (1128-1168), fils de Thierry II de Lorraine, constitue un échec pour la suzeraineté du roi de France. Comme, d'autre part, l'Empire, après la mort de Henri V, traverse une crise dont son autorité sur la Lotharingie sortira amoindrie, le comté de Flandre acquiert sous cette dynastie une indépendance presque complète.
Thierry d'Alsace et son fils Philippe d'Alsace (1168-1191) ont l'intelligence de ménager le patriciat émergeant des villes flamandes, tout en cadrant les libertés urbaines. Grâce à leur politique matrimoniale, ils élargissent leurs possessions aux comtés de Vermandois, d'Amiens, de Boulogne, et s'assurent le contrôle sur le siège épiscopal de Cambrai.
Par le mariage que Philippe avait contracté avec Élisabeth, héritière du Vermandois, il était devenu, à la mort de Raoul II (1163), frère de la comtesse de Flandre, maître de ce vaste territoire, ainsi que du Valois, de l'Amiénois et du comté de Montdidier. Cet ensemble de possessions qui s'avançaient jusque vers Compiègne, en faisait le voisin immédiat du domaine royal et lui permettait d'imposer son autorité à des enclaves royales, telles que Noyon, Montreuil, Corbie, Saint-Riquier. (En 1173, il avait soumis à sa suzeraineté les comtés d'Eu et d'Aumale.)
Transformant le "fief d'argent" que ses prédécesseurs tenaient des rois d'Angleterre, il obtint, en 1173, du fils rebelle de Henri II qu'il l'investît du comté de Kent avec les châteaux de Douvres et de Rochester, mais cette disposition resta sans effet.
Du côté de la Lotharingie enfin, Philippe paraît avoir exercé un moment l'autorité ducale, ou plus exactement celle de protecteur du pays brabançon.
Louis VII, en mourant (1180), avait désigné Philippe d'Alsace comme conseiller de son fils ; sans être, de ce chef, le régent officiel du royaume, le comte put espérer que sa puissance lui assurerait en France une influence prépondérante. Il se hâta de marier le jeune roi à sa nièce Isabelle, fille de sa sœur Marguerite et de Baudouin V de Hainaut. Cette union n'eut pas de longue durée. Isabelle mourut en 1189, à peine âgée de dix-neuf ans.
Philippe Auguste, presque au lendemain de son avènement, avait fait sentir au comte de Flandre qu'il n'entendait pas se soumettre à sa tutelle ; ce fut pour l'ambition de Philippe d'Alsace une première déception ; elle le blessa d'autant plus vivement qu'il avait pour lui mutilé son héritage.
Thierry d'Alsace avait laissé une nombreuse lignée ; sans parler de Laurette, femme d'Iwan d'Alost, il avait eu de sa seconde épouse, Sibylle d'Anjou, quatre fils : Baudouin (mort jeune), Philippe, Mathieu, Pierre et trois filles.
Philippe lui-même, en épousant Élisabeth de Vermandois, n'avait certes songé qu'à l'agrandissement de son domaine. La race des comtes de Vermandois, issus de Hugues de France, fils du roi Henri Ier, était irrémédiablement vouée à l'extinction. Raoul II, frère d'Élisabeth, mérita le surnom de lépreux. Sa mort précoce avait fait passer ses États à la comtesse de Flandre, qui, elle aussi, demeura stérile. Il en fut de même de sa sœur Ænora.
Des deux frères de Philippe, Pierre, sans recevoir les ordres, avait été proclamé élu de Cambrai ; Mathieu avait arraché au monastère de Romsey l'héritière du Boulonnais, Marie, fille du comte Étienne (roi d'Angleterre), et il en avait fait sa compagne au grand scandale de la chrétienté (1060). L'archevêque de Reims l'avait excommunié et son père, Thierry d'Alsace lui-même, irrité de ce mariage sacrilège, lui avait refusé la délivrance du comté de Lens qu'il réclamait comme part de l'héritage de Boulogne. Deux filles étaient nées de Mathieu et Marie : Ida qui, en troisièmes noces, épousa Renaud de Dammartin, et Mathilde, femme de Henri Ier de Brabant.
Pierre, à son tour, résolut de rentrer dans la vie laïque, et désireux de doter sa race d'un héritier mâle, il épousa Mathilde, petite-fille du duc Hugues II de Bourgogne (en 1175) ; mais son espoir fut déçu : il ne lui naquit point de fils.
La dynastie de Flandre se retrouvait donc dans la situation critique où l'avait placée la mort de Baudouin VII. Philippe s'était alors décidé à transmettre ses droits à sa sœur Marguerite qui avait épousé Baudouin de Hainaut ; il les fit reconnaître en 1177 dans les villes flamandes.
L'industrie textile continue rapidement son essor qui se poursuivra jusqu'au milieu du XIIIe siècle, et la vie commerciale s'organise autour de cinq foires : celles d'Ypres, de Bruges, de Thourout, de Lille et de Messines. Les draps flamands sont vendus, via les foires de Champagne, à travers toute l'Europe, de Gênes à Novgorod. Jusque vers 1175 les défrichements permettent la création de nombreuses villes neuves. Philippe d'Alsace fait assécher les marais de l'Aa. Tout reflète la vitalité économique, qu'accompagne un accroissement important de la population et une montée des aspirations politiques locales de la bourgeoisie. Les bourgeois siègent de plus en plus dans les conseils d'échevins dont ils prennent peu à peu le contrôle. En accordant des chartes à de nombreuses petites villes et en uniformisant celles des grandes (Arras, Bruges, Gand, Douai, Lille, Ypres, Saint-Omer), les comtes donnent satisfaction aux artisans-marchands, tout en contrôlant le mouvement. Ils instaurent également une administration plus efficace, substituant, en tant que leurs représentants, les baillis aux châtelains et récoltent les tonlieux. Cette richesse permet d'assouvir les idéaux religieux et chevaleresques des comtes Thierry et Philippe d'Alsace qui partiront comme croisés en Palestine.
C'est probablement durant cette période que naît la ville de Hazebrouck.

#### Le démembrement (1180-1191)
Mais après la mort de son chancelier Robert d'Aire (1174), la politique de Philippe d'Alsace devient plus imprudente. Au moment où il mariait Isabelle, fille de Marguerite, à Philippe Auguste (1180), il commit la fâcheuse erreur d'engager, à titre de dot de la jeune reine, une notable portion de ses États (Arras, Saint-Omer, Aire, Hesdin). Cet engagement affecta douloureusement Baudouin de Hainaut, qui se voyait privé d'une partie de l'héritage sur lequel il pouvait compter.
Philippe d'Alsace lui-même ne tarda pas à regretter sa générosité lorsqu'il constata que le roi lui refusait dans le gouvernement la haute influence qu'il avait convoitée. Il ne songea plus bientôt qu'aux moyens d'annuler son imprudente promesse.
Les dernières années de sa vie ne furent remplies que de luttes contre la France. Désormais la Flandre est menacée par la politique centralisatrice de la couronne ; l'ère de l'expansion est close, et celle des démembrements, qui se poursuivra jusqu'au milieu du XIVe siècle, commence.
La mort d'Élisabeth (26 mars 1182) mit d'abord en cause la succession du Vermandois, qui semblait devoir revenir à sa sœur Ænora (Éléonore), épouse en quatrièmes noces de Mathieu III, comte de Beaumont-sur-Oise.
Le traité de Grange-Saint-Arnoul, entre Senlis et Crépy (avril 1182), laissa à Philippe la possession de ces territoires, mais il reconnaissait ne les tenir que comme le gage de la somme que son père Thierry avait versée entre les mains de Raoul Ier lorsque avait été conclu le mariage de sa fille. Philippe consentit néanmoins, dans le courant de cette année, à céder le Valois à Ænora, à la condition que le Vermandois lui fût assuré jusqu'à sa mort.
Le comte renouvelait en même temps sa promesse relative à la partie méridionale de la Flandre. La crainte du comte de Flandre était désormais que le roi ne réclamât son héritage entier sous prétexte de déshérence. Ainsi avait-il formé le dessein de contracter une nouvelle union avec Mathilde de Portugal, fille du roi Alphonse Ier. Philippe Auguste lui intima l'ordre de n'en rien faire, mais le comte passa outre. Le mariage fut célébré en 1184.
À ce moment, d'autres conflits avaient surgi en Lotharingie : Baudouin V de Hainaut réclamait, du chef de sa mère Alix, la succession de Namur et du Luxembourg, dont le grand âge du comte Henri l'Aveugle rendait l'ouverture prochaine. Philippe d'Alsace, le duc de Brabant, l'archevêque de Cologne protestaient contre cet accroissement de puissance. Frédéric Barberousse avait néanmoins (mai 1184) reconnu les droits de Baudouin et constitué le Namurois en marquisat. Mais, en même temps que l'empereur manifestait ainsi sa faveur envers le comte de Hainaut, Henri, roi de Germanie, son fils, cherchait à l'entraîner à prendre la défense de Philippe d'Alsace contre le roi de France. Les deux causes n'étaient en vérité pas incompatibles, pourvu que la bonne intelligence qui avait existé jusqu'ici entre le comte de Flandre et le comte de Hainaut demeurât inaltérée. Seulement Philippe Auguste, par d'habiles manigances, sut compromettre Baudouin aux yeux de son beau-frère : les prières d'Isabelle de France, à qui l'attitude de son père attirait l'animosité de son époux, contribuèrent à disposer Baudouin en faveur de l'alliance française. Dès lors, les hostilités entre lui et la Flandre devinrent continuelles. Philippe d'Alsace réussit même à détourner un des principaux vassaux hennuyers, Jacques d'Avesnes, qui lui ouvrit ses places fortes de Leuze, d'Avesnes et de Landrecies.
Philippe Auguste dirigea son armée vers la Somme, et le comte de Flandre dut se résoudre à accepter les conditions qui lui furent faites au colloque de Boves, près d'Amiens (1185). Il y abandonnait le Vermandois entier, à l'exception de Péronne, Ham et Saint-Quentin, et se dessaisissait également du comté d'Amiens, le tout en faveur du roi, qui, moyennant quelques compensations, avait amené Ænora de Beaumont à sacrifier cette part de son héritage.
Cette nouvelle défaite inspira au comte de Flandre une résolution désespérée. Plusieurs fois déjà, il s'était rendu à la cour impériale. En 1184, irrité de l'opposition que rencontrait son projet de mariage avec Mathilde de Portugal, il avait offert à Frédéric Ier de l'aider à conquérir la France, ce qu'il représentait comme une entreprise aisée. Cette fois (1185), le désir de venger les humiliations reçues le poussa plus loin encore : il fit hommage au roi Henri pour le comté de Flandre tout entier.
Henri voulait mettre en campagne les troupes impériales, mais son père le contint ; il déclara que s'il était disposé à redresser les injustices dont son vassal serait victime, il n'entendait pas le seconder dans sa rébellion contre son suzerain.
Philippe sentit que tout espoir de revanche était perdu, et se résigna à conclure, le 7 novembre, à Aumale, un accord qui fut ratifié l'année suivante à Gisors (10 mars 1186) et qui laissa les choses en l'état où les avait mises le pacte de Boves.
Mais immédiatement après, il croit pouvoir tirer parti du conflit qui surgit entre l'archevêque Philippe de Cologne, auprès duquel s'étaient rangés le duc de Brabant et le duc de Limbourg. Frédéric Barberousse s'était rapproché du roi de France et avait confirmé solennellement au comte de Hainaut ses droits à la succession de Namur. Dans cette occurrence, le comte de Flandre se tourna vers le roi d'Angleterre, qui soutenait en Allemagne les adversaires de Barberousse. La Flandre fut ainsi amenée à l'alliance anglaise, qui lui fut d'un si grand secours pendant les siècles suivants et qui contribua puissamment à empêcher qu'un peuple germanique fût complètement absorbé par la centralisation française.
La prise de Jérusalem par Saladin et la résolution des princes chrétiens d'entreprendre une nouvelle croisade vinrent mettre trêve à ces nouveaux projets belliqueux, et Philippe d'Alsace, oubliant les déboires dont il avait été abreuvé et la triste condition dans laquelle il laissait la Flandre, partit pour la Palestine. Il y mourut devant Saint-Jean-d'Acre, le 1er juillet 1191.
En 1187, à la suite des luttes de ses habitants pour l'indépendance, la ville de Tournai passe également aux mains du roi de France.

#### La Flandre auXIIIesiècle(1191-1280)

##### Marguerite d'Alsace etBaudouinVIII
La mort de Philippe d'Alsace rétablissait l'union de la Flandre et du Hainaut, mais elle détachait définitivement de la Flandre les dernières places du Vermandois qu'il avait conservées ; elle ouvrait en outre une succession à une part de laquelle pouvait prétendre le fils de Philippe Auguste et d'Isabelle de Hainaut (décédée en 1190), le jeune Louis VIII.
Conformément aux conventions arrêtées de longue date, Marguerite d'Alsace et son époux firent valoir leurs droits sur le comté ; en même temps, la veuve de Philippe, Mathilde de Portugal, réclamait le douaire qui lui avait été constitué en 1184, mais que le comte avait largement étendu à l'époque de sa rupture avec Baudouin V ; ce devait être, suivant les stipulations primitives : Saint-Omer et Aire (bien que ces villes fussent comprises dans la dot d'Isabelle), Douai, Lécluse, Orchies, Lille, Nieppe, Cassel, Furnes, Dixmude, Bergues, Bourbourg ; Philippe y avait ajouté Bruges, Gand, Waes, Alost, Grammont, Ypres, Courtrai, Audenarde. Aussi Mathilde prétendait-elle à la Flandre entière.
Le litige résultant de ces compétitions fut tranché par un accord auquel présida l'évêque Guillaume de Reims, à qui la régence avait été confiée en l'absence du roi ; c'est le traité d'Arras (octobre 1191). Le comté de Flandre perdait tout l'ancien Boulonnais, l'ancien Ternois, l'ancien Artois (pagus Atrebatensis), sauf Douai et la partie de l'Ostrevent occidental qui en était voisine.
La part du roi ainsi tracée, le traité d'Arras remettait en usufruit à Mathilde de Portugal : Lille, Douai, Cysoing, Orchies, Lécluse, Cassel, Furnes, Bailleul, Bourbourg, Bergues, Watten avec le château et la forêt de Nieppe (sur la rive gauche de la Lys, au sud de Hazebrouck). Elle avait dû abandonner Aire et Saint-Omer à Philippe Auguste. Mathilde, que l'on appelait la reine, parce qu'elle était fille de roi, demeura en possession de ce vaste domaine jusqu'à sa mort, en 1218 ; après quoi, il fit retour au comté.
Marguerite d'Alsace (1191-1194), qui prit le titre de comtesse de Flandre, ne recevait que Gand, Bruges, Ypres, Courtrai et les terres impériales : Waes, Alost, Grammont, les Quatre-Métiers, les îles zélandaises. Et même pour ces dernières, des prétentions rivales avaient surgi immédiatement. Le comte Thierry VII de Hollande sollicita de Henri VI la rupture des liens qui assujettissaient la Zélande méridionale à la Flandre ; le duc de Brabant, Henri Ier, de son côté, offrit une somme importante pour l'acquisition du comté d'Alost. Marguerite et Baudouin ne crurent probablement pas opportun de rompre en visière avec leur puissant voisin : ils lui envoyèrent leur fils Philippe, qui fut alors investi du comté d'Alost par le duc de Brabant (1209).
Henri VI, qui, dès 1191, avait reçu à Worms l'hommage du fils aîné de Baudouin VIII, ne prêta point l'oreille aux suggestions de ses vassaux de Hollande et de Brabant ; il confirma purement et simplement au comte de Flandre et de Hainaut ses fiefs impériaux. En 1192, à Pâques (15 avril), Baudouin VIII fit lui-même le voyage d'Allemagne pour relever ses fiefs. Ce bon accord pouvait être précieux pour la cause de Hohenstaufen en Allemagne.
Baudouin eut plus de peine à s'entendre avec Philippe Auguste ; il s'était rendu à Paris aussitôt que le roi était revenu de Palestine, mais Philippe, qui jugeait insuffisantes les concessions du traité d'Arras, refusa de le voir et il ne modifia ses dispositions que l'année suivante ; dans une entrevue à Péronne, il réclama pour le relief de la Flandre le paiement de 5 000 marcs d'argent, moyennant quoi, le 1er avril 1192, Baudouin et Marguerite lui prêtèrent, à Arras, le serment d'hommage lige.
Le roi reçut le serment de ses nouveaux vassaux immédiats du Boulonnais et du Ternois, et celui de nièce, Marguerite de Blois, veuve de Hugues III d'Oisy, pour la châtellenie de Cambrai, à laquelle assurément il n'avait aucun droit. Baudouin VIII, de son côté, fut investi par l'élu Jean de Cambrai du même fief de la châtellenie.
La situation du comte de Flandre était difficile ; l'hostilité qu'il avait témoignée à Philippe d'Alsace n'était pas faite pour lui concilier les sympathies flamandes, et Philippe Auguste, d'autre part, ne lui gardait point reconnaissance des services qu'il lui avait rendu naguère.
Quand Marguerite mourut, en 1194, Baudouin se retira dans le Hainaut et laissa le gouvernement de la Flandre à son fils Baudouin IX.

##### BaudouinIX
Baudouin IX (1194-1205), qui avait fait hommage pour la Flandre impériale, en 1195, à Strasbourg, succède dans le Hainaut à son père, mort le 17 décembre 1195 ; mais c'est son frère Philippe qui reçoit en apanage, pour le tenir du Hainaut, le marquisat de Namur que le décès de Henri l'Aveugle ne tarda pas à lui faire obtenir.

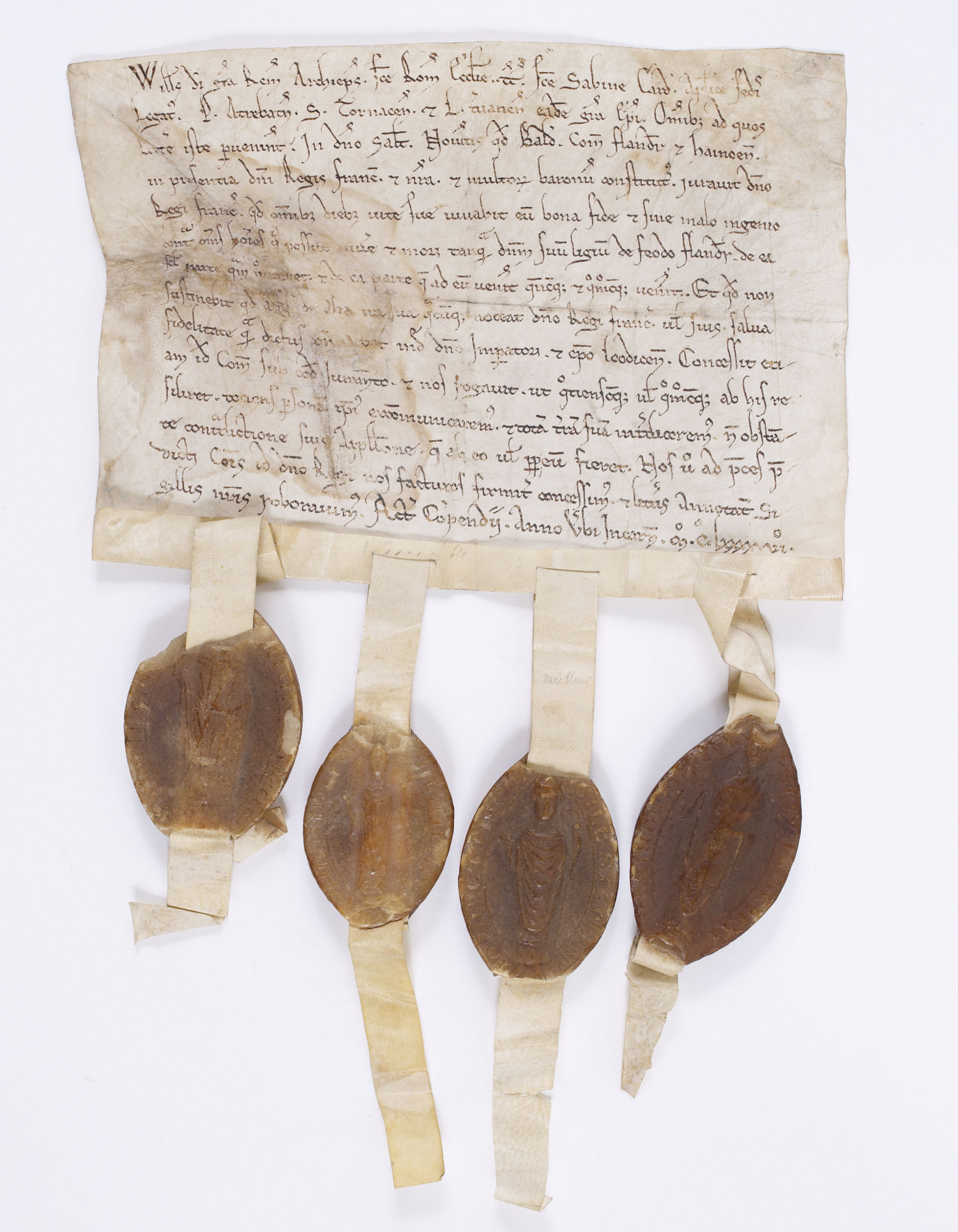
Hommage du comte de Flandre au roi Philippe Auguste à Compiègne, 1196, conservé aux Archives nationales, Paris.

Baudouin prête serment pour la Flandre sous la couronne, en juillet 1196, à Compiègne. Vers la fin de l'année précédente, Philippe Auguste, par un acte dressé à Vernon, lui reconnait le château de Mortagne et renonce à toute prétention sur Douai et Lécluse. En contrepartie, le comte abandonne tous les droits qu'il pouvait avoir sur les comtés de Boulogne et de Guînes et sur le château d'Oisy, ce qui paraît impliquer la renonciation à la châtellenie de Cambrai.
Mais lorsque Richard d'Angleterre se trouva aux prises avec le roi de France, Baudouin n'hésite pas à tenter de nouveau la fortune des armes, et pour récupérer les territoires que ses prédécesseurs avaient possédés, il conclut dès le mois de septembre 1196 le traité de Rouen, renouvelé aux Andelys en 1197 : les deux contractants s'engagent à ne pas faire de paix séparée avec Philippe Auguste. La plupart des grands de Flandre et de Hainaut ratifient ces conventions auxquelles adhère aussi le comte Renaud de Boulogne.
Renaud, qui se plaignait d'un déni de justice de la part de Philippe Auguste, avait porté directement son hommage au comte de Flandre et avait entraîné avec lui le comte Baudouin II de Guînes. C'était une violation du traité d'Arras.
Les confédérés soutiennent en Allemagne le parti d'Otton IV du Saint-Empire dont ils escomptent l'appui ; d'autre part, Philippe de Souabe, le compétiteur d'Otton, se rapproche du roi de France, et lui sacrifie même la Flandre impériale, car l'accord de Worms (29 juin 1198) lui permet de sévir contre Baudouin sur ses fiefs et alleux d'empire.
Baudouin, sans tarder, se jete sur le Cambrésis et le Tournaisis ; il met le siège devant Arras. Philippe forme le projet d'envahir la Flandre ; ses conseillers l'en dissuade : « Jamais, disaient-ils, pareille entreprise n'avait pu réussir, à cause de la grande abondance de fossés et de l'étroitesse des chemins. » Malgré cet avis, il s'avance jusqu'à Ypres, mais il se trouve bientôt en telle détresse qu'il doit se remettre à la générosité du comte. Baudouin a le tort de se fier à la parole du roi, qui, une fois tiré d'embarras, oublia tous ses engagements. Les hostilités continuèrent ; en octobre 1197, Baudouin IX reprend à Philippe Auguste Aire-sur-la-Lys et Saint-Omer.
La mort de Richard (6 avril 1199) ne rompt pas l'alliance anglaise qui est renouvelée avec le roi Jean. Renaud de Boulogne s'y joint de son côté. Néanmoins, différentes circonstances conduisent Baudouin à traiter, et il obtint par la paix de Péronne (2 janvier 1200) des conditions relativement avantageuses. Philippe Auguste abandonne Saint-Omer, Aire, les fiefs de Guînes, d'Ardres, de Lillers, de Richebourg, de La Gorgue, ainsi qu'une terre que l'avoué de Béthune tenait au-delà du fossé ; il confirme la renonciation relative à Mortagne, et ajoute qu'au cas où son fils Louis VIII mourait sans héritier, toute la Flandre dans son ancienne extension ferait retour à Baudouin, sans obligation de relief, sauf pour son héritier.
Le roi conserve Arras, Bapaume, Lens, Boulogne, Saint-Pol, Hesdin, Béthune, c'est-à-dire que la restitution opérée à Péronne ne consiste qu'en une bande assez étroite de territoire, le long de la frontière, depuis Béthune jusqu'à la mer. Il est reconnu que les terres formant le douaire de Mathilde devaient, à sa mort, faire retour à la Flandre. Ces concessions étaient le prix de l'abandon de l'alliance anglaise.
Baudouin IX, se contentant de cette modeste satisfaction, part pour la croisade, et, au milieu des aventures qui lui donne le trône de Constantinople (1204) et lui coûtent la vie (1205), il oublie ses deux filles, dont l'une était encore au berceau, et qu'il laisse aux prises avec les plus redoutables problèmes.

##### Jeanne de Constantinople

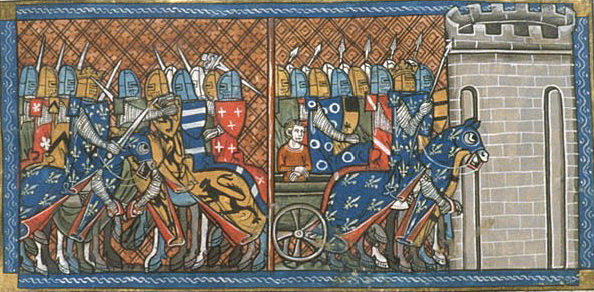
La bataille de Bouvines et la capture du comte Ferrand de Flandre en 1214.

Jeanne avait entre quatre et sept ans à la mort de son père, Marguerite en avait entre deux et trois. Leur oncle, Philippe de Namur, auquel avait été confiée la régence, ne songeait qu'à ménager ses intérêts propres en flattant ceux du roi.
Il lui obéit en mariant, en janvier 1211, l'aînée des princesses à Ferrand, fils de Sanche de Portugal ; les jeunes époux allèrent prêter hommage à Philippe Auguste, mais Louis de France, par une monstrueuse perfidie, profita de leur séjour à Paris pour mettre la main sur Aire et Saint-Omer, que le récent pacte, signé en 1200, avait restitués à la Flandre. Ferrand et Jeanne durent ratifier cette violence ; le traité de Pont-à-Vendin (25 février 1212 ou 24 février 1211) annulait le traité de Péronne.

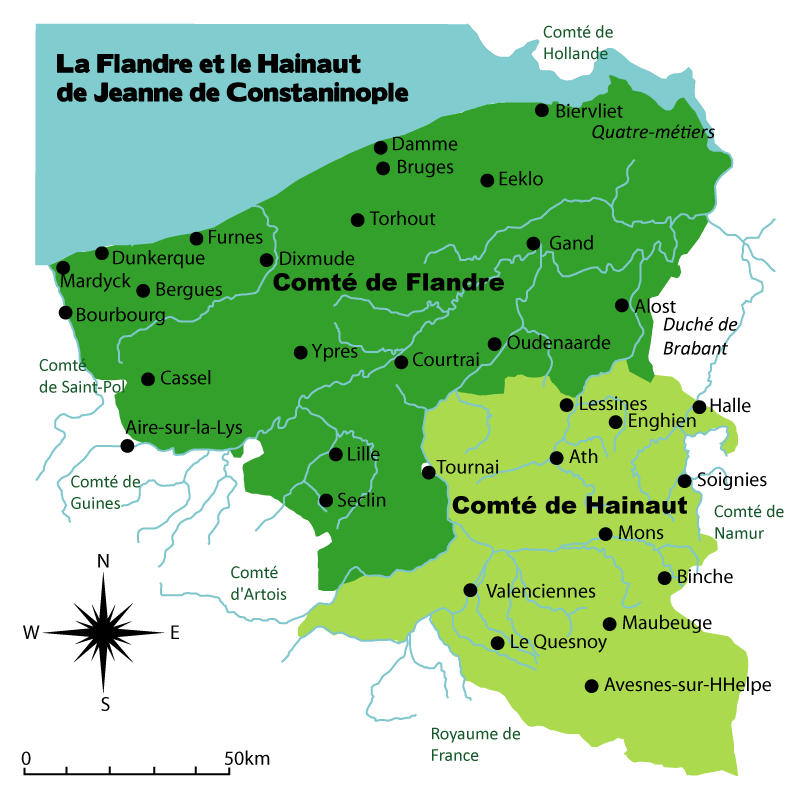
Carte des comtés de Flandre et de Hainaut sous la comtesse Jeanne de Constantinople (1200-1244).

L'année suivante, Philippe résolut d'attaquer l'Angleterre et Ferrand refusa de le suivre et prétendit exiger l'hommage du comte de Guînes, Arnoul II ; il envahit son territoire et emmena prisonnière en Flandre sa femme Béatrice de Bourbourg.
Philippe Auguste, qui avait immédiatement commencé les hostilités, pillé et ravagé la Flandre, vit dans le port de Damme sa flotte attaquée et en grande partie détruite par un débarquement anglais. Ferrand, avec l'aide du châtelain de Mortagne, Évrard Radou III, avait repris la ville de Tournai, mais ce fut une occupation de courte durée. L'alliance du comte de Flandre et du comte de Boulogne avec le roi Jean et avec Otton IV se dénoua tragiquement sur le champ de bataille de Bouvines (27 juillet 1214). Ferrand fut emmené en captivité à Paris (dans une prison du Louvre).
Pour conserver la Flandre, Jeanne dut s'engager à démanteler les fortifications d'Ypres, de Cassel, d'Audenarde et de Valenciennes (traité de Paris, 24 octobre 1214). Renaud de Boulogne, prisonnier comme le comte de Flandre, fut enfermé à Péronne où il mourut. Philippe Auguste l'avait dépouillé de son comté pour le donner à son propre fils Philippe, marié à Mathilde, fille d'Ide de Lorraine et de Renaud.
Pour le sort du comte, Jeanne s'en était remise à la grâce du roi ; il n'en demeura pas moins captif pendant douze ans et ne sortit de sa prison qu'après la mort de Louis VIII ; il avait signé, en avril 1226, le traité de Melun qui, au début de la régence de Blanche de Castille, fut légèrement modifié. C'est alors, 6 janvier 1227, que Ferrand recouvra sa liberté.
Ce traité consacrait définitivement l'abandon des territoires dont l'ensemble devait plus tard constituer l'Artois ; par le silence même qu'il gardait à leur égard, il supposait irrévocable le démembrement dont la responsabilité première remontait à Philippe d'Alsace.
Mais par une prétention nouvelle, Louis VIII exigeait le paiement d'une somme de 50 000 livres parisis, dont la moitié serait payée immédiatement ; pour sûreté de l'autre moitié, le comte et la comtesse devaient remettre entre les mains du roi les places de Lille, Douai et Lécluse. Louis VIII se réservait même le droit d'occuper la citadelle de Douai pendant une période de dix années à partir du jour où le dernier versement serait effectué.
Enfin, il interdisait de créer sur la rive gauche de l'Escaut en Flandre des fortifications nouvelles et de renforcer les anciennes. Cette dernière clause, par l'imprécision de ses termes, fournit à la justice de Louis IX un fallacieux prétexte pour exiger de la comtesse Marguerite qu'elle reconnût la suzeraineté française sur le pays de Waes.
Le traité de Melun déterminait les obligations féodales du comte de Flandre. Ferrand et Jeanne doivent reconnaître que, s'ils manquent à leurs engagements, ils seront légitimement excommuniés ; que, dans le même cas, les chevaliers et les hommes du commun de Flandre prêteront, contre eux, main-forte au roi ; ils s'interdisent d'inquiéter le royaume par une entreprise quelconque aussi longtemps que le roi leur rendra justice dans sa cour, et ils sont tenus d'expulser de leur terre quiconque refuserait de donner au roi les sûretés qu'il peut exiger. Telle était aussi la teneur du serment que Ferrand avait prêté à Philippe Auguste le 12 janvier 1212.
Ces conditions sont à nouveau produites dans l'hommage fait à Louis IX par Thomas de Savoie, deuxième époux de Jeanne, en 1237, par la comtesse Marguerite en 1244 et par Gui de Dampierre en 1275. La Flandre était désormais à la merci de la France.
Pendant la captivité de Ferrand, Jeanne gouverna seule, subit le contrôle étroit des agents royaux et prend en charge la récolte d’une énorme rançon en vue de la libération de Ferrand. Son pouvoir est tellement fragilisé qu’il est même provisoirement anéanti lors de l’usurpation du faux Baudouin (avril-mai 1225). Les Capétiens s’attachent alors, autant par leur prodigalité financière que par le droit (traité de Melun), la noblesse flamande. Par contre, Jeanne de Constantinople et ses successeurs vont s’appuyer, comme leurs prédécesseurs de la maison d’Alsace, sur les villes. En effet, en dépit des difficultés, Jeanne maintient fermement les accords économiques avec l’Angleterre, garantissant la prospérité économique toujours grandissante des villes et protège efficacement le commerce, notamment en dotant les villes d'un cadre juridique strict (chartes ou stadskeuren).
Louis VIII, qui mourut le 8 novembre 1226, avait par son testament constitué l'Artois en apanage à son second fils, Robert, encore enfant. Ce ne fut qu'en 1237 que Robert releva de son frère la terre d'Artois : Arras, Saint-Omer, Aire, Hesdin, Bapaume, Lens et leurs dépendances. Louis IX avait confirmé les dispositions de son père à cet égard, en ajoutant que Hesdin, Bapaume et Lens, qui formaient le douaire de leur mère Blanche de Castille, ne devaient être remis à Robert qu'à la mort de Blanche ; mais celle-ci survécut à son fils : Robert d'Artois périt à Mansourah en 1250 et la reine ne mourut qu'en 1252.
Au milieu de ses infortunes, Jeanne de Flandre fut encore menacée d'un autre péril : elle avait négligé de prêter serment à Frédéric II. À la diète de Francfort (avril-mai 1220), le comte Guillaume de Hollande avait sollicité l'octroi des fiefs flamands qui n'avaient pas encore été relevés.
Frédéric II lui en donna l'investiture ; mais peu de temps après et probablement encore avant son départ pour l'Italie, où il allait chercher la couronne impériale, le roi, mieux éclairé, restaura Jeanne dans tous ses droits ; il reconnut comme valable l'excuse qu'elle avait alléguée : la difficulté de se rendre en Allemagne alors que son époux était prisonnier. Henri, roi de Germanie, confirma cette réhabilitation à Mayence, le 6 mai 1221, et ajouta que Guillaume serait privé de ses fiefs hollandais s'il tentait quelque entreprise contre la comtesse.
Ferrand de Portugal semble avoir cherché dans le marquisat de Namur une compensations aux pertes qu'il avait éprouvées en Flandre. Après la mort de Philippe le Noble, frère de Baudouin IX, ses États avaient passé à Philippe de Courtenay, mari de sa sœur Yolande. Trois princes de cette maison s'étaient succédé à de courts intervalles ; quand le dernier, Henri, mourut en 1228, Ferrand résolut de disputer la succession à sa sœur Marguerite de Courtenay, épouse du comte Henri de Vianden. Les droits qu'il pouvait faire valoir au nom de Jeanne étaient assez douteux ; néanmoins, Henri, fils de Frédéric II, lui en accorda l'occupation provisoire. Ferrand réussit à s'emparer d'une partie du pays, mais il se montra bientôt disposé à entrer en négociations. Un traité conclu le 1er novembre 1232 consacra sa renonciation au comté de Namur, moyennant certaines indemnités.

##### Marguerite
Jeanne n'ayant pas d'enfant survivant de ses deux mariages — le second avec Thomas II de Savoie (1237-1244), c’est sa sœur Marguerite de Constantinople (1244-1279) qui lui succède. Le règne de Marguerite II est marqué par sa vie privée tumultueuse. Mariée dès l'âge de dix ans en 1212 à son ambitieux tuteur, Bouchard d’Avesnes qui lui a donné deux fils survivants, elle a dû se séparer de lui pour des motifs politico-religieux. Remariée en 1223 avec Guillaume de Dampierre, elle eût cinq enfants. Son accession au pouvoir rend crucial l’épineux problème de sa succession, aggravé par la haine que voue la comtesse aux fils de son premier lit.
Cette situation devait amener pour la Flandre une nouvelle crise, qui non seulement allait la détacher définitivement du Hainaut, mais encore provoquer de longues hostilités entre les fils de ces deux unions. Le débat portait sur la légitimité des enfants de Bouchard et sur leur aptitude à revendiquer la succession maternelle. Les d'Avesnes étaient protégés par l’empereur Frédéric II, et les Dampierre, soutenus par la papauté et favoris du roi de France, dans un cadre plus vaste qui est celui de la lutte du sacerdoce et de l'Empire. Le conflit est marqué notamment par l’appel de Marguerite II à Charles d'Anjou en Hainaut.
La querelle fut tranchée par la sentence arbitrale de Louis IX et du cardinal-légat du Saint-Siège, Eudes de Châteauroux (juillet 1246). Elle attribuait la Flandre aux Dampierre, le Hainaut avec Namur aux d'Avesnes, et préparait ainsi pour le jour du décès de la comtesse la séparation des deux principautés qui, depuis 1191, avaient été de nouveau réunies.
Leur disjonction était certes conforme aux intérêts du roi, pour lequel un vassal trop richement pourvu de terres impériales était une cause permanente de soucis ; l'antagonisme de la Flandre et du Hainaut servait d'ailleurs admirablement la politique française.
Jean d'Avesnes, déçu dans son ambition de recueillir l'héritage entier de sa mère, essaya alors de profiter d'une équivoque. Il soutint que l'arbitrage de Louis IX ne prononçait que sur le sort du comté de Flandre et que par conséquent il pouvait, en sa qualité de fils aîné de Marguerite, revendiquer la Flandre impériale.
Il devait trouver un allié dans Guillaume II de Hollande, qui aspirait autant que ses prédécesseurs à se dégager de l'hommage qu'il devait à la Flandre. Ils attaquèrent ensemble Rupelmonde : c'était faire revivre les prétentions de la maison de Hollande sur le pays de Waes. Mais quand Guillaume fut élu roi de Germanie en opposition à Frédéric II (octobre 1247), il ne voulut sans doute pas trop compliquer sa tâche en attirant sur la Hollande les forces de la Flandre, et il autorisa son frère Florent, qui administrait pour lui le pays, à traiter avec Marguerite. La paix conclue le 7 juillet 1248 fut confirmée par Guillaume II le 3 août et plus spécialement encore dans le courant de septembre de la même année. Cet acte ne modifia pas la situation qui existait depuis quatre-vingts ans ; il se borna à prendre des garanties sûres pour l'avenir.
Mais dès qu'en Allemagne, après la mort de Frédéric II, Guillaume II se crut assez fort pour rompre en visière avec la Flandre, il changea d'attitude. Marguerite, qui à son refus d'hommage avait répondu par un refus analogue pour les fiefs impériaux, fut déclarée, par une sentence prononcée à la diète de Francfort le 11 juillet 1252, déchue des droits que Frédéric II lui avait reconnus au mois de juillet 1245.
En même temps, Guillaume, accueillant les réclamations de son beau-frère, Jean d'Avesnes, lui conféra la Flandre impériale (ainsi que le comté de Namur) et invita tous les vassaux de ce pays à le reconnaître comme leur suzerain. Cette sentence ne fut confirmée qu'en décembre par le pape Innocent IV.
Une guerre ouverte s'engage alors ; Marguerite attaque la Zélande ; ses fils Gui et Jean, défaits à Westkapelle (1er juillet 1253), demeurent prisonniers (jusqu'en 1256).
Marguerite avait invoqué le secours de la France, et c'est à cette occasion que Louis IX mit en avant la singulière prétention de faire reconnaître sa suzeraineté sur le pays de Waes ; à cette condition, il lui permettait de réparer la forteresse de Rupelmonde. Marguerite se soumit à cette injonction : une fois brouillée avec l'empire, elle pouvait attendre tout profit de l'alliance française.
La mort de Guillaume II (28 janvier 1256) modifia la situation. Il laissait un fils mineur, Florent V, dont son frère, également nommé Florent, eut la tutelle.
La paix fut négociée la même année à Péronne par Louis IX, entre Marguerite d'une part, la Hollande et les d'Avesnes de l'autre. Le dit de Péronne (24 septembre 1256) fut la base des traités conclus le 13 octobre 1256 à Bruxelles et le 22 novembre 1257.
En ce qui concerne la Zélande, Marguerite faisait des concessions importantes, qu'elle justifiait par des projets d'union entre les deux familles. Florent, le tuteur, devait épouser l'une des petites-filles de la comtesse ; s'il mourait sans héritier, son neveu, à son tour, recevrait une fille de Gui de Dampierre, et même au cas où ce mariage demeurerait stérile, Mathilde, fille de Guillaume II, prendrait pour époux un fils de Gui.
Marguerite investissait Florent, du chef de sa tutelle et au nom de son pupille, de toutes les terres, comprises entre l'Escaut et la Hedenzee (Escaut oriental actuel), que les comtes de Hollande, ses prédécesseurs, pouvaient revendiquer comme leur domaine propre, c'est-à-dire les alleux primitifs sur lesquels ils avaient dû reconnaître la suzeraineté flamande ; de plus, elle lui remettait personnellement en fief, comme la dot de sa petite-fille, le domaine zélandais que les comtes de Flandre avaient toujours possédé, en abandonnant en même temps sur ce domaine les prérogatives et les droits de toute espèce qu'ils avaient jusqu'ici directement exercés.
Florent aîné mourut dès le 24 mars 1258, avant d'avoir épousé la princesse flamande qui lui avait été promise, et ce fut à son neveu Florent V qu'échut Béatrix de Dampierre.
Néanmoins, il avait promulgué une charte générale s'appliquant à la Zélande entière, c'est-à-dire aussi bien aux îles septentrionales qu'à celles de mouvance flamande. On constate qu'ainsi l'accord de 1256 avait donné à toute cette région maritime une unité qui lui avait fait défaut jusqu'ici et qu'il avait mis fin à l'intervention directe du comte de Flandre dans son administration.
Au moment où la question de la Zélande se trouvait provisoirement réglée, un rapprochement s'était opéré également entre les d'Avesnes et les Dampierre. Louis IX, dans le dit de Péronne, avait modifié l'arbitrage de 1246 ; il avait enlevé aux fils du premier mariage de Marguerite, pour les attribuer aux Dampierre, les places de Crèvecœur, Arleux et Bouchain, ainsi que l'Ostrevent. Cette décision s'explique par le fait qu'au moment où, cédant aux suggestions de sa sœur Jeanne, elle avait consenti à se séparer de Bouchard d'Avesnes, Marguerite avait reçu d'elle en apanage la Pévèle, Bouchain et l'Ostrevent, et elle avait sans doute réclamé du roi avec insistance des territoires qui paraissaient revenir aux enfants de son second époux. Pour Arleux et Crèvecœur, c'étaient d'anciennes dépendances du Cambrésis.
Toutefois, le 12 novembre 1257, lors de la conclusion de la paix entre les frères ennemis, Marguerite et Gui consentirent à restituer à Jean d'Avesnes l'Ostrevent avec Bouchain, qui avaient été directement rattachés au Hainaut depuis le milieu du XIIe siècle. Ils conservaient seulement Arleux et Crèvecœur, comme mouvances de l'évêque de Cambrai.
Cet accord de 1257 consacrait pour le jour du décès de Marguerite la séparation des deux comtés. Jean et Baudouin d'Avesnes abdiquaient leurs prétentions sur la Flandre impériale ; ils reconnaissaient à leur demi-frère la châtellenie de Cambrai avec le gavène du Cambrésis, Crèvecœur et Arleux ; ils s'engageaient de plus à ne recevoir aucun des territoires susdits soit du roi d'Allemagne, soit de l'évêque de Liège ou de l'évêque de Cambrai. Gui, de son côté, déclarait ne point vouloir inquiéter les d'Avesnes au sujet du Hainaut et de la suzeraineté du comté de Namur.
Le roi de Germanie, Richard de Cornouailles, annula, le 27 juin 1260, la sentence que Guillaume avait prononcée en 1252 contre Marguerite, et il lui confirma la possession de la Flandre impériale. Gui, fils de la comtesse, en fut investi le 2 juillet 1262, à Gand.
Déjà en 1258, il s'était rendu à Ségovie et avait, par prudence, fait le même hommage à Alphonse de Castille, rival de Richard.

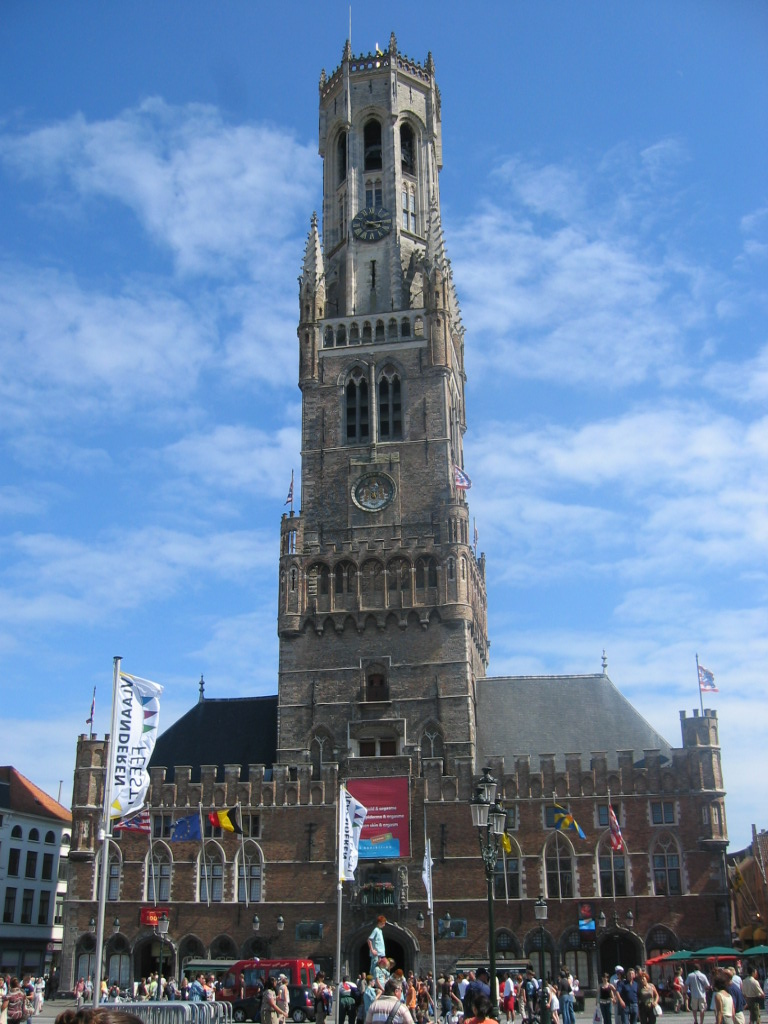
Beffroi de Bruges, dont une première érection date de 1240.

Ce conflit a coûté très cher à Marguerite II, qui s’est endettée et a dû demander l'aide des villes, augmentant de fait leur importance politique. Mais la prospérité éclatante, encouragée par les deux comtesses, ne se dément pas sous leurs règnes. Jeanne multiplie les chartes réglementant l’échevinage des grandes villes (Gand avec l’institution des « XXXIX », Bruges, Douai, Ypres en 1228), mais calque également ce modèle aux petites villes et aux châtellenies. Le pays se couvre de beffrois, témoignages des libertés communales reconnues et réglementées. Pour les comtesses, les villes servent de contrepoids à la noblesse, ralliée à la cause royale. Foires et industrie drapière sont systématiquement encouragées, la cour comtale jouant pleinement son rôle d’arbitrage. La population augmente toujours, comme en témoigne la reprise des défrichements durant le deuxième quart du XIIIe siècle, assurant une expansion économique. La pratique de l’assolement triennal et le regroupement en villages sont un des phénomènes de cette période dans la campagne flamande, permettant le maintien jusqu’au XVIe siècle d’un rendement céréalier de 20 à 24 hl/ha. Jusqu’au milieu du siècle, on entreprend également la poldérisation des estuaires, commencée par l’Aa au siècle précédent. Marguerite fait réaliser de grands travaux de canalisation. Les marchands flamands exportent alors leurs draps dans l’Europe entière et deviennent créditeurs des princes. Gand profite de sa situation à la limite du royaume et de l’Empire. Ypres se voue au commerce textile. Arras, désormais dans le comté d'Artois (créé en 1237) connaît son apogée. Bruges, surtout, devient un centre important du commerce en Europe du Nord : outre le drap et la laine, circulent le cuir et le blé de la Baltique, les vins d’Italie. Les foires de Champagne entrent en relation, via Bruges, avec les villes de la Hanse. Les petites villes émergent dans tout le comté. Témoignant de la richesse des marchands, les bourgeois, à l’instar des comtesses, fondent leurs propres hôpitaux et leurs œuvres pieuses. Les lettres sont également encouragées : Jeanne protège Manessier, Marguerite, les poètes Baudouin de Condé et son fils Jean de Condé.
Le second mariage de Gui avec Isabelle de Luxembourg lui apporta le marquisat de Namur et le château de Samson, que Baudouin de Courtenay, empereur de Constantinople, lui avait vendus en 1263. Robert, fils de Gui, devint comte de Nevers par son second mariage avec Yolande, fille de Mahaut II de Nevers, morte en 1280. En 1272, Enguerrand IV de Coucy, époux de Jeanne de Flandre, fille de Robert de Béthune, céda à prix d'argent à Gui les droits qu'il exerçait sur Crèvecœur, Arleux et la châtellenie de Cambrai.
La fin du règne de Marguerite voit une guerre économique avec l'Angleterre (1270-1274) qui se conclut par un accord très favorable pour le royaume : prémices d'une situation socio-économique qui se dégrade déjà. Marguerite cède définitivement le pouvoir en Flandre à son fils Gui de Dampierre et en Hainaut à son petit-fils Jean II d'Avesnes en 1279.

### Un siècle de crises (1280-1384)
Après 1280, les tensions sociales, économiques et politiques se font vives. Philippe le Bel s'empare du comté, mais le commun contrecarre les ambitions royales et regagne l'autonomie du comté à Courtrai (1302). Léliaerts et klauwaerts s'opposent jusqu'au principat de Louis de Male qui réforme les institutions et prépare l'ère bourguignonne.

#### Les ambitions royales face aux Flamands: 1280-1320
La période suivante voit s’amorcer un déclin économique, marqué par le changement des pratiques commerciales européennes : les premières galères génoises entrent dans le port de Bruges en 1280 ; artisans et marchands vont maintenant se distinguer : d’actif, le commerce devient passif. Ces changements sont accompagnés de crises sociales et politiques.
Dès le début du règne de Gui de Dampierre, en 1280, éclatent des révoltes dans les villes flamandes : les communiers (petits artisans et ouvriers) ne supportent plus la mainmise de la grande bourgeoisie sur les échevinages des villes. Elles sont matées, mais il n’en reste pas moins que, pour conserver leur pouvoir et préserver leur indépendance face au comte, les oligarques urbains font désormais systématiquement appel au roi. Se dressent progressivement deux camps qui vont bientôt s’opposer : l’oligarchie urbaine et une grande partie de la noblesse constituent les partisans du roi de France ou léliaerts (en référence au lys, emblème de la royauté française) ; ils ont face à eux les klauwaerts (en référence à la griffe du lion arboré sur le blason des Dampierre), essentiellement les communiers fidèles au pouvoir comtal.
Rodolphe de Habsbourg (roi des Romains de 1273 à 1291) remit en question l'hommage de la Flandre impériale. Ce prince, qui avait vu à son élection même Philippe III lui disputer la couronne, et qui sur toutes ses frontières, depuis l'Arélat et la Franche-Comté jusque dans le Hainaut, trouva en Philippe le Bel un adversaire prêt à amoindrir l'empire, ne reconnut en Gui de Dampierre que le vassal français, et dans toutes ses entreprises contre lui en faveur des d'Avesnes, il ne comprit pas que la Flandre devait être fatalement amenée, comme au temps de Philippe d'Alsace, à une rupture avec la France.
Marguerite avait, dès 1271, cédé à son fils la Flandre impériale, mais sans que cette transmission eût été ratifiée par leur suzerain, et, depuis l'avènement de Rodolphe, Gui n'avait pas sollicité l'investiture. Le 6 novembre 1279, le roi concéda l'ensemble de ces fiefs à Jean II d'Avesnes, représenté à Linz par son frère Baudouin. En même temps, il ordonnait à tous ses vassaux de la région (le châtelain de Gand, les seigneurs, les officiers, les chevaliers, les villes du pays d'Alost, de Waes, des Quatre-Métiers, de Grammont) de refuser obéissance à Gui.
Comme cette sentence n'avait été suivie d'aucun effet, il la renouvela après la mort de Marguerite (10 février 1280), en 1280 et 1281 ; il invita le comte Florent V de Hollande à prêter secours à Jean pour le mettre en possession, et il enjoignit à l'évêque Enguerrand et à l'official d'Utrecht d'user des menaces spirituelles pour atteindre le même résultat. Enguerrand, dans une longue épître, fit connaître au roi la stérilité de ses efforts ; nulle part il n'avait été favorablement accueilli par les habitants ; il n'avait même pas osé s'aventurer en dehors de son diocèse dans les Quatre-Métiers, le pays de Waes et la terre outre-Escaut, car il y aurait couru des dangers. L'official d'Utrecht n'avait pas eu plus de succès ; il s'était avancé jusqu'à Biervliet, à l'extrémité du diocèse, et il demandait au roi des instructions complémentaires : lui aussi avait craint pour sa vie.
On constate jusqu'à quel point s'était affaiblie l'autorité des suzerains allemands ; les pays flamands n'étaient nullement disposés à se soumettre à un comte de Hainaut, et Jean II d'Avesnes put, non sans raison, dans une lettre à Rodolphe, se plaindre de son impuissance et lui signaler les dangers que présentait pour l'empire l'insolence sans cesse grandissante de la Gaule.
À ce moment, l'antagonisme des descendants de Marguerite semble n'être qu'un épisode de la lutte séculaire entre la France et l'Allemagne ; mais l'empire était en pleine décadence.
Rodolphe ne cessait de fulminer des décrets contre l'audacieux vassal qui osait lui tenir tête ; il obtint de la diète de Worms (15 juin 1282) une sentence qui prononçait sa déchéance pour forfaiture ; il le mit au ban de l'empire et le fit menacer d'excommunication par le légat du Saint-Siège : tout cela sans résultat appréciable.
Telle était à ce moment l'anarchie qui régnait en Lotharingie, que l'évêque de Liège, Jean, fils de Gui de Dampierre, s'enhardit jusqu'à conférer à son père l'investiture du Hainaut ; c'était répondre au roi par une attaque directe.
Le comte de Flandre se jugeait donc délié de l'engagement qu'il avait pris en 1257, et puisque Jean II d'Avesnes n'en observait pas la teneur, lui-même revendiquait l'héritage complet de sa mère Marguerite. C'est pourquoi, le 27 mai 1287, il déclare que ses prédécesseurs ont toujours tenu non seulement la Flandre impériale, mais aussi l'Ostrevent, Crèvecœur et Arleux.
En 1290, Louis, petit-fils de Gui de Dampierre, épousa Jeanne, héritière du comté de Rethel, fille unique de Hugues IV. La même année, Gui de Dampierre acheta à Godefroid de Vianden la ville de Ninove, et en 1294 la seigneurie de Renaix de Gilles de Wandripont.
Lors du soulèvement des bourgeois de Valenciennes contre leur seigneur, le comte de Hainaut, Gui, répondant à leur appel, occupe la cité (en 1291), et il ne l'abandonne que lorsque Philippe le Bel l'y contraint, en 1296.
Adolphe de Nassau, qui succéda à Rodolphe de Habsbourg (1292-1298), adopta d'abord, quoiqu'avec incertitude, la politique suivie à l'égard de la Flandre par son prédécesseur ; le 19 décembre 1293, il investit Jean d'Avesnes des fiefs impériaux. Toutefois, l'échiquier européen s'était singulièrement modifié.
Louis IX puis son fils Philippe III avaient joué sans abus le jeu des institutions. Tout change avec Philippe le Bel (1285-1314) et ses légistes, qui vont systématiquement faire jouer le droit en faveur du pouvoir royal.
Les incessantes vexations du roi, son intervention abusive dans l'administration de la Flandre semblaient calculées pour amener la rébellion d'un vassal plus jaloux de son indépendance qu'il n'était habile à la défendre. L'alliance de Gui avec Édouard Ier d'Angleterre eut pour conséquence l'invasion du pays (1297-1300).
La grande lutte qui mettait en jeu l'existence même de la Flandre était entamée. L'empereur Adolphe ne pouvait plus désormais voir en Gui un adversaire ; il annula, le 1er juin 1297, la sentence qui l'avait dépouillé et il lui fit même espérer des secours qu'il ne put cependant lui donner. De même, en août 1297, le roi d'Angleterre promet aux barons et villes de Flandre l'envoi prochain de troupes pour les aider mais ces soldats n'arriveront pas et à la fin du mois, Philippe prend Lille (siège de Lille).
Albert de Habsbourg (1298-1308) reçut à Aix-la-Chapelle l'hommage du comte, le jour même de son couronnement ; mais il fut tout aussi impuissant à lui venir en aide. Les succès de l'armée française avait réduit la Flandre à merci : le comte est prisonnier ; son territoire est occupé, livré tout entier aux agents de la couronne.
Philippe le Bel, en annexant la Flandre au domaine de la couronne, ne distingue pas la rive droite de l'Escaut de la rive gauche ; les droits de l'Allemagne, sans être formellement déniés, étaient frappés de nullité.
Les maladresses et les exactions du gouverneur Jacques de Châtillon provoquent une insurrection des communiers brugeois dirigés par Pieter de Coninck et Jan Breydel : lors des mâtines de Bruges le 18 mai 1302 quand tôt le matin, plus de deux cents soldats de la garnison française sont massacrés et d'autres chassés. Robert d'Artois, cousin de Philippe le Bel, et le connétable Raoul de Nesles interviennent en représailles à la tête d'une armée de près de dix mille hommes, mais les communiers affrontent la chevalerie française près de Courtrai et remportent l’emblématique bataille des Éperons d'Or le 11 juillet 1302.

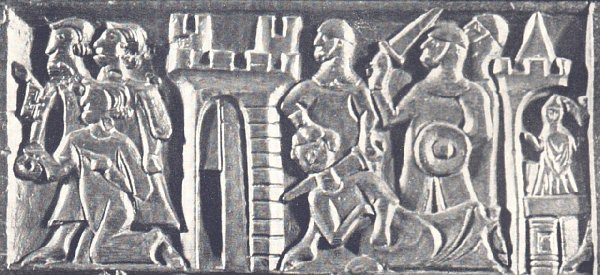
Le massacre des Français, lors des Matines de Bruges donne le signal de la révolte générale contre Philippe le Bel.

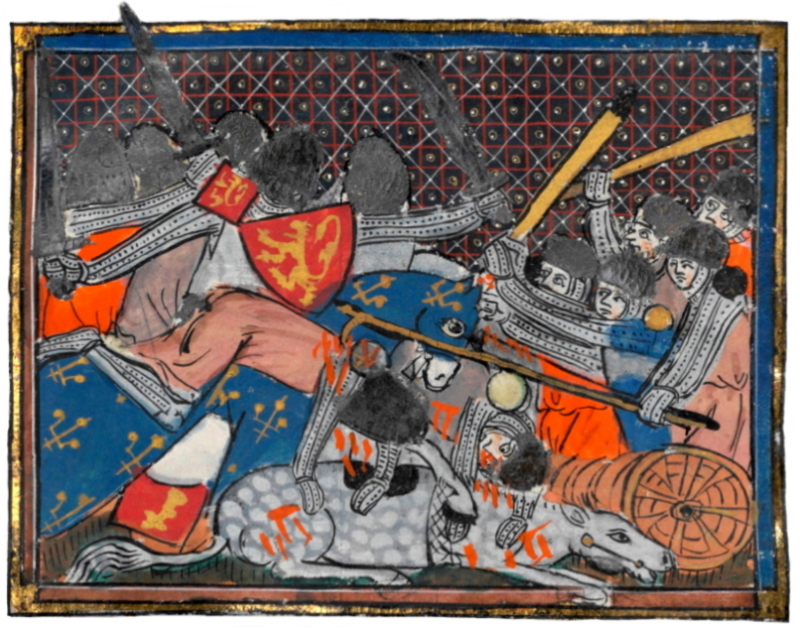
La bataille de Courtrai, en 1302. La chevalerie française, envoyée venger les Matines de Bruges est lourdement défaite par les milices flamandes.

Philippe le Bel reprend l’initiative et engage une offensive navale et terrestre. Sa flotte écrase les navires flamands à Zierikzee le 10-11 août 1304. Quelques jours plus tard, le roi et son armée son victorieux à Mons-en-Pévèle (18 août 1304). À la suite de la mort de son père Gui de Dampierre dans une prison du château de Pontoise le 7 mars 1305, Robert de Béthune (1305-1322) releva le comté le 2 juin 1305. La paix d'Athis-sur-Orge (23 juin 1305), conclue à cette occasion, ne stipulait aucun abandon de territoire, mais elle exigeait une indemnité de guerre. Philippe le Bel avait réclamé l'assise d'une rente de 20 000 livres, plus le paiement de 400 000 livres dans le délai de quatre années. Pour sûreté, il gardait les châteaux et les châtellenies de Lille, de Douai, de Béthune, de Cassel et de Courtrai, jusqu'à l'époque où les 20 000 livres de rente seraient parassises. À défaut par le comte d'avoir achevé cette opération avant la Saint-Jean-Baptiste de l'année 1307, le roi percevrait les revenus desdites châtellenies et il stipulait une amende supplémentaire de 60 000 livres.
D'autres stipulations faisaient peser lourdement sur la Flandre et ses habitants le poids de l'oppression française, et l'on comprend que les villes aient montré peu d'empressement à verser les grosses sommes qu'on réclamait d'elles pour sceller leur esclavage.[non neutre]
Le comte qui, dans ces circonstances, joua un rôle fort perfide et qui était déjà prêt à trahir la cause de ses sujets pour se concilier les bonnes grâces du roi et l'appui de la noblesse, poussa d'ailleurs le cynisme jusqu'à s'approprier une partie des deniers extorqués du pays.
Les dramatiques péripéties des premières années du XIVe siècle firent revivre les droits de l'Allemagne, qui étaient ignorés depuis l'incorporation de la Flandre au domaine royal par Philippe le Bel. Henri VII reconnut la Flandre impériale à Robert de Béthune (11 janvier 1309).
Un second traité conclu avec la France à Paris (avril 1309) apportait en apparence des conditions plus favorables : il autorisait Robert à racheter la moitié de la rente de 20 000 livres moyennant le versement une fois fait de 600 000 livres tournois. Mais cette dernière clause imposait à toutes les classes de la population de tels sacrifices qu'elle ne put être exécutée dans le délai prescrit. La situation stagne, marquée par le marasme économique, les dévaluations monétaires et les rivalités entre les villes (principalement Gand et Bruges).
Le roi ne cherchait qu'un prétexte pour justifier une nouvelle intervention et l'incorporation de la Flandre. Robert, menacé de se voir retirer son comté par sentence des pairs du royaume, fut acculé au fatal traité de Pontoise (11 juillet 1312).
Il avait la faiblesse de transporter au roi les trois châtellenies de Lille, Douai et Béthune, qui, depuis 1305, n'avaient été remises que provisoirement entre ses mains ; il les aliénait complètement et recevait en échange la rente dont elles avaient été le gage.
Il est vrai qu'il se réservait la faculté de revenir sur cette cession, s'il parvenait, avant le 25 décembre 1313, à asseoir la rente dans son comté de Rethel : exception de pure forme à laquelle il renonçait dès le 13 juillet 1312.
Le transport de Flandre, continuant l'œuvre de démembrement commencée par le traité de Melun, arrachait du comté toute la région de langue romane, la Flandre gallicante.
La cession des trois châtellenies donna lieu à des contestations qui portaient sur leurs dépendances situées en Flandre même et que le roi revendiquait, ou bien encore sur des enclaves que Robert de Béthune réclamait comme fief mouvant de terres impériales ou de châtellenies flamandes.
Au nombre des premières étaient Warneton, Wervik, (Houplines), Estaires, Steenwerck, Robertmes, que le comte de Flandre réussit à conserver, de même que quelques fiefs enclavés ; mais il échoua dans ses prétentions au sujet d'Orchies, de Râches, de Saint-Amand, de Bruille (à Tournai) et de Mortagne.
À la mort de Philippe le Bel (29 novembre 1314), Robert de Béthune essaya de revenir sur ses promesses. Louis X refusa de recevoir son hommage et le fit déclarer déchu de son fief ; les hostilités recommencèrent. En 1316, Philippe V, qui avait succédé à son frère, amena le comte à reconnaître ses engagements antérieurs (paix de Paris du 1er septembre) ; mais l'accord ne fut définitif qu'en 1320 (Paris, 5 mai, à la suite d'un arbitrage du pape Jean XXII) : il ratifiait l'abandon des châtellenies de Lille, de Douai et d'Orchies, et stipulait le mariage de Marguerite, fille de Philippe V, avec Louis, petit-fils de Robert de Béthune. Cette union, par une singulière fortune, devait avoir pour la Flandre des conséquences que certes le roi de France n'avait ni prévues ni désirées. Le 2 juin suivant, le cardinal prêtre Gaucelin, neveu du pape, assiste à la signature officielle de la paix entre la Flandre et la France. Dès après la signature du traité, la prospérité revient.

#### Pouvoir des villes, pouvoir des comtes: 1320-1384

Le comté de Flandre vers 1350.

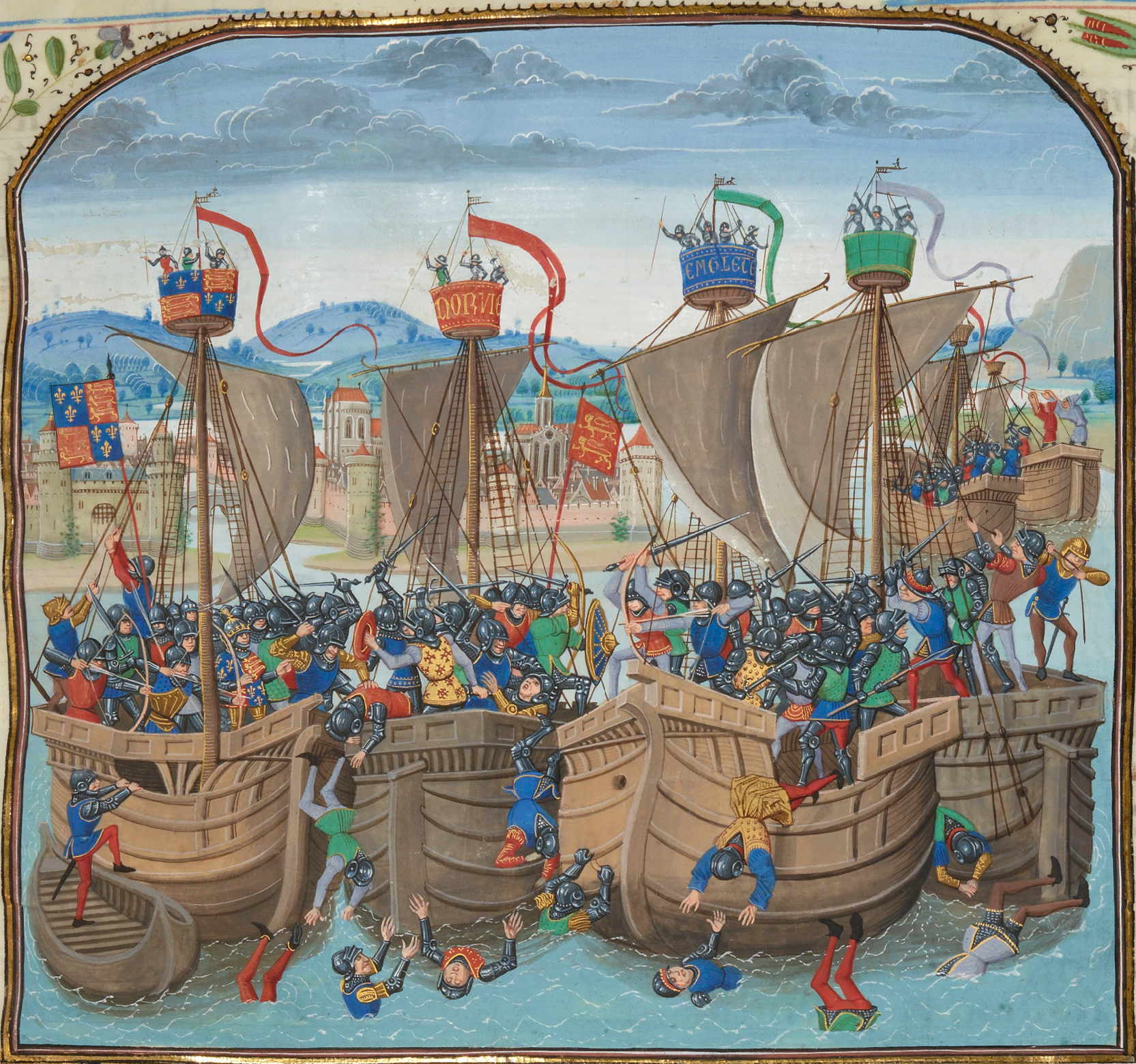
La bataille de l'Écluse, en 1340, ouvre la guerre de Cent Ans en Flandre.

Louis, fils de Robert, avait devancé son père dans la tombe. Quand celui-ci mourut, le 17 septembre 1322, le Parlement de Paris eut à prononcer entre les prétendants qui réclamaient la succession. C'était d'abord le petit-fils du vieux comte, Louis de Nevers (dit plus tard de Crécy), que son aïeul avait désigné lui-même comme héritier ; la représentation n'étant pas reconnue en Flandre, ses droits étaient contestés par son oncle Robert et par ses deux tantes, Jeanne, dame de Saint-Gobain, et Mathilde, dame de Florennes, épouse de Mathieu de Lorraine.
Jeanne revendiquait à titre subsidiaire le pays de Waes qu'elle qualifiait de fief séparé et distinct. Le Parlement réserva cette dernière question, qui d'ailleurs n'était pas de son ressort. Pour la Flandre sous la couronne, il l'adjugea à Louis (1322-1346).
Robert dut se contenter d'un apanage comprenant Cassel, Bourbourg, Gravelines, Dunkerque, Watten, Nieppe, Estaires, Warneton, sans parler des terres situées dans le Perche et en Champagne ; il échangea ces dernières contre la baronnie de Rodes au pays d'Alost. Cet héritage passa à ses descendants.
Au XIVe siècle, Guillaume de Hainaut, fils de Jean II (1304-1342), avait essayé de contester de nouveau les droits de la Flandre sur la Flandre impériale, et ses réclamations avaient trouvé un accueil favorable auprès de Louis de Bavière, qui, le 1er décembre 1314, lui avait adjugé les fiefs litigieux.
La contestation ne fut définitivement tranchée que par l'accord arrêté en 1323 (6 mars) entre Guillaume, comte de Hainaut et de Hollande, et Louis de Nevers, comte de Flandre. Guillaume renonce à toute prétention sur Alost, Grammont, Waes, les Quatre-Métiers, ainsi que sur la châtellenie de Cambrai, le gavène du Cambrésis, les places de Crèvecœur et Arleux. Louis de Nevers, de son côté, renonce à l'hommage de la Zélande. Un loyal arbitrage déterminera les droits respectifs des deux princes sur les territoires de Lessines et Flobecq, dits terres de débat.
Louis de Nevers, vassal fidèle et obstiné des Capétiens, commet de nombreuses maladresses qui le rendent très vite impopulaire et suscitent une grande révolte conduite notamment par Zannekin (1323-1328). Le comte ne rassoit son autorité que grâce à l'intervention du roi Philippe VI (bataille de Cassel, 23 août 1328).
En 1333, Malines fut cédée par l'évêque de Liège au comte Louis de Nevers. En 1335, il acquit la seigneurie de Beveren, de Hugues de Lorraine, fils de Mathieu de Lorraine et de Mathilde, fille de Robert de Béthune.
L'avènement du roi Valois a d'autres conséquences sur le comté : la Flandre va être le théâtre, dès 1337 des prémices et des débuts de la guerre de Cent Ans. Le comte francophile s'oppose aux intérêts anglophiles des Flamands. Le roi Édouard III d'Angleterre, jouant de l'arme économique, menace la Flandre du blocus de la laine et de concurrence industrielle dans la production textile. Face à la menace, les Gantois se donnent un chef, le tribun Jacques van Artevelde (1337). Le Gantois prône la neutralité dans le conflit franco-anglais, l'accord économique avec l'Angleterre, l'alliance des trois "Membres" de Flandres (Gand, Bruges, Ypres) et l'union économique et militaire des Pays-Bas. Rapidement Ypres et Bruges se rallient à Artevelde et le comte est mis hors-jeu. Le tribun gantois traite directement avec le roi Édouard (reconnu suzerain comme roi de France) et fait lever l'embargo des laines. En 1340, la Flandre est le théâtre de la première grande bataille franco-anglaise à l'Écluse, près de Bruges. Artevelde gouverne la Flandre de 1339 à 1345. C'est une tentative d'instauration d'un pouvoir populaire original. Cependant, Artevelde commet l'erreur de se jeter de plus en plus dans l'alliance anglaise. L'intransigeance économique des grandes villes face au Plat Pays qu'elles étouffent et la rivalité entre foulons et tisserands font le reste : Jacques van Artevelde est assassiné à Gand par les tisserands (17 juillet 1345). Mais l'alliance anglaise se maintient, et, après Crécy (où est tué Louis Ier) et la prise de Calais par les Anglais (1347), la guerre de Cent Ans se détourne du comté.
Le règne de Louis II (1346-1384) voit la restauration de la confiance des Flamands envers leur dynaste. L'habileté politique du nouveau comte lui permet d'éviter les pièges de l'alliance anglaise, tout en maintenant une coopération économique. La paix est signée avec l'Angleterre (1348), les tisserands sont matés à Gand (1349) et la soumission au roi de France cesse d'être automatique (refus de l'hommage, 1350). Malgré les ravages de la Peste noire (1348), trente années de prospérité économique (1349-1379) et de tranquillité politique et sociale s'écoulent alors sous son règne. Le comte réforme et modernise alors les institutions du comté, spécialisant les différentes composantes de son ancienne cour.
Il négocie avec grand succès les deux mariages successifs de son héritière. Le second mariage de Marguerite de Male amena en effet la rétrocession en 1369 des châtellenies de la Flandre gallicante (Lille, Douai, Orchies). Édouard III d'Angleterre avait obtenu la main de la princesse pour son fils Edmond, comte de Cambridge, et les fiançailles avaient été officiellement conclues en 1364 ; Édouard, à cette occasion, promettait aux époux le comté de Ponthieu, le comté de Guînes, la terre de Marck, la ville de Calais, qu'occupaient les forces anglaises. Mais Charles V, qui voyait avec déplaisir ce rapprochement de la Flandre et de l'Angleterre, parvint à décider le pape Urbain V à refuser les dispenses nécessaires, et c'est en vue d'assurer l'union de l'héritière du comté avec son frère Philippe le Hardi qu'il se dessaisit des trois châtellenies de la Flandre gallicante. Toutefois, il demeurait convenu qu'en l'absence d'héritiers mâles issus de ce mariage elles feraient retour à la couronne. L'Artois revient également au comte par jeu d'héritage (1382).
Les querelles de clochers se réveillent néanmoins violemment en 1380 : les tisserands gantois reprennent leur tentative d'hégémonie et essaient de l'imposer à Bruges, nouvelle capitale du comte. C'est la longue, sanglante et compliquée Révolte des chaperons blancs (1380-1385), menée en partie par Philippe van Artevelde (le fils de Jacques). C'est à Philippe de Valois que revient d'écraser la révolte à Roosebeke (27 novembre 1382). Mais Gand résiste jusqu'après la mort de Louis II (1384).

### L'époque des ducs de Bourgogne (1384-1482)

#### La formation de l'État bourguignon de Philippe le Hardi à Philippe le Bon
Les ducs de Bourgogne de la maison de Valois incorporent progressivement le comté dans un vaste ensemble, l'État bourguignon, qui regroupe tous les « bas pays au bord de la mer » ou « pays de par deçà », avec les « pays de par delà » (duché de Bourgogne, comté de Bourgogne, Charolais, etc.). La Flandre y rayonne de son éclat économique et culturel.
La période pendant laquelle règnent les Valois de Bourgogne inaugure une nouvelle phase de l'histoire du comté de Flandre. En effet, les ducs-comtes de cette dynastie vont peu à peu agglomérer à leurs possessions un ensemble important de territoires, par mariages, héritages, captations d'héritage, force, népotisme ou achats.
Philippe le Hardi, nouveau duc de Bourgogne, peut, à la mort de son beau-père (1384), joindre à son duché le comté de Flandre avec Lille, Douai, Orchies, Béthune, le comté d'Artois, la ville de Malines et celle d'Anvers, la Franche-Comté, les comtés de Nevers et de Rethel, et il transmit à ses fils ce riche héritage.
Le Boulonnais (1416, 1419-1438), le Brabant avec Bruxelles et le Limbourg (1406, 1430), le Namurois (1421), le Comté de Hainaut, la Hollande, la Zélande et la Frise (1428, 1433), la Picardie (1435-1463, 1465-1477), le Luxembourg (1443) et la Gueldre (1472) entrent dans le domaine bourguignon.
Le siège de l'évêché de Liège (1408-1482) et celui de Cambrai (1439-1479) sont aux mains d'alliés des Valois de Bourgogne. La Flandre se retrouve ainsi à la fin de la période au sein d'un ensemble géographiquement cohérent. Mais si la Flandre se fond peu à peu parmi les Pays de par-deçà, bientôt les Pays-Bas, elle en reste durant toute la période l'élément le plus important, le plus peuplé et le plus riche. De la Bourgogne, au début de la période (pendant laquelle règnent les Bourgogne-Valois), le centre de gravité du pouvoir ducal passe progressivement à la Flandre durant cette période. Finalement, si Marie de Bourgogne se voit contrainte de céder la Bourgogne, elle garde la Flandre et les Pays-Bas.
De fait, Philippe le Hardi (1384-1404) et Jean sans Peur (1405-1419) sont avant tout des princes français et agissent politiquement en France (régence de Charles VI, querelle des Armagnacs et des Bourguignons, conquête anglaise), non sans s'intéresser occasionnellement à la Flandre, où par exemple Jean sans Peur fait réaliser contre les assauts de la mer la digue du Comte Jean allant de Dunkerque à Terneuse et que l'on peut encore suivre aujourd'hui dans l'odonymie. Mais Philippe le Bon (1419-1467) et Charles le Téméraire (1467-1477) (qui gouverne effectivement à partir de 1465) résident régulièrement à Bruges ou à Gand en Flandre, mais aussi dans la province voisine du Brabant, notamment à Bruxelles. Leurs points communs sont qu'ils assurent une relative paix dans le comté et dans les autres provinces dont ils ménagent les susceptibilités locales, tout en installant progressivement une administration d'État efficace, leur permettant d'établir un impôt constant qui finance leurs ambitions politiques.

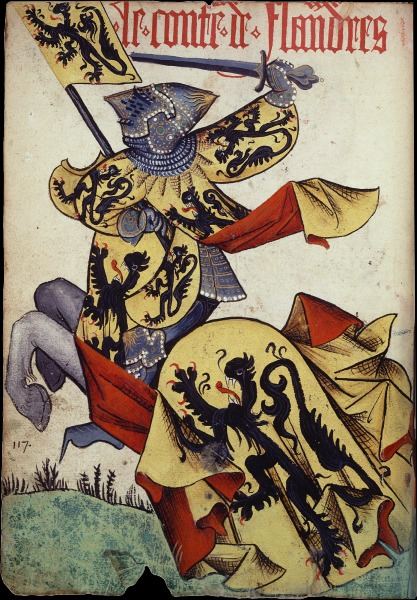
Phillipe le Bon, grand maître de l'ordre de la Toison d'or, représenté en comte de Flandre.

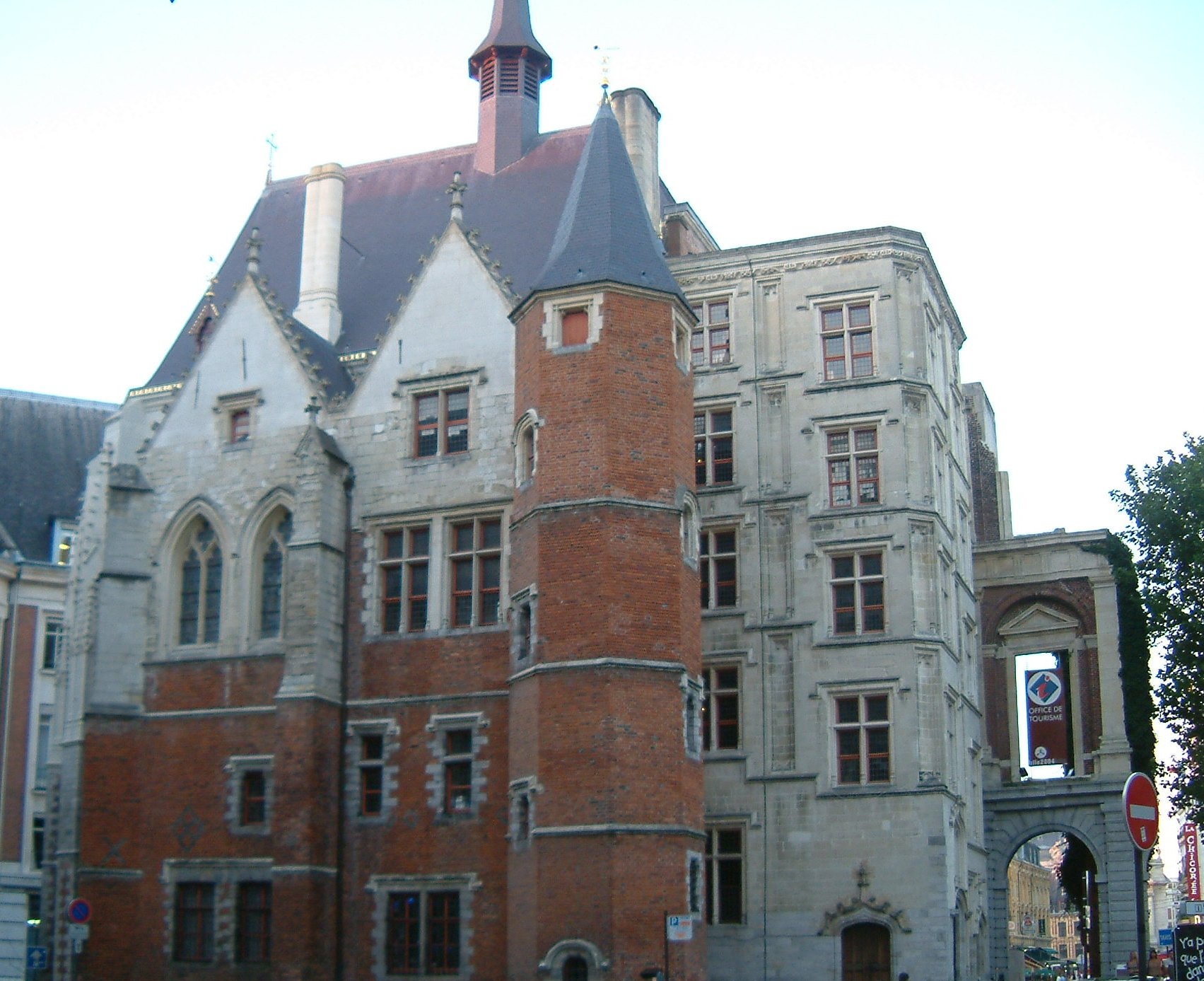
Vestiges du palais des ducs de Bourgogne à Lille.

Philippe le Hardi installe à Lille un Conseil permanent pour les Pays de par-deçà, sur le modèle du conseil créé par Louis de Male, et crée une Chambre des comptes à Lille. Philippe le Bon refonde complètement sa haute administration. Il place sous une même juridiction Flandre et Brabant, et réunit les premiers États-Généraux des Pays-Bas en 1464. Charles le Téméraire va plus loin encore en instituant un Parlement, cour suprême de justice pour toutes ses possessions septentrionales ainsi qu'une Chambre des comptes unique, à Malines. Depuis 1468, l'appel au Parlement de Paris pour la Flandre a été supprimé, rendant de fait le comté féodalement indépendant du royaume (accord arraché à Louis XI à Péronne).

#### Le comté de Flandre dans l'État bourguignon
Malgré les épidémies de peste, les famines locales (1400-1401, 1410-1411, 1425-1426, 1432-1433, 1438-1439…) et les destructions liées à la guerre, le pays se repeuple. Les historiens estiment la population du comté à 600 000 habitants en 1469. Gand dépasse 50 000 habitants, Bruges 40 000, Lille 20 000 et Ypres comme Douai avoisinent 10 000 âmes. Économiquement, les villes flamandes connaissent leur chant du cygne. Les comtes-ducs stabilisent un tant soit peu la monnaie (création du gros de Flandre par Philippe II en 1390 ; dévalué en 1418, il est réévalué par Philippe III en 1433 ; prescription d’une frappe identique de la monnaie dans tous les ateliers en 1434). L’industrie textile traditionnelle, de plus en plus concurrencée par l’Angleterre notamment, est remplacée progressivement, en particulier à Bruges, par celle de l’art, du luxe, de la banque et des finances. Le siège de la ligue hanséatique rétabli dans cette ville en 1392, le retour des marchands génois en 1397, les privilèges accordés aux marchands étrangers (portugais, castillans, français) assurent, malgré deux départs momentanés de la Hanse (1436-1438 et 1451-1457) et le rapide développement d’Anvers et d’Amsterdam, la position de Bruges comme centre international de commerce jusque dans les années 1480.
L’effervescence politique des villes, cause à terme de leur ruine, continue ponctuellement cependant. Suivant l’exemple de Liège, Anvers (1434), Bruges (1436-1438) et Gand (1452-1453) connaissent des révoltes, réprimées sans ménagement par Philippe le Bon. Ce dernier, fortement marqué par l’assassinat de son père (1419), s'est allié à l'Angleterre, allant jusqu’à reconnaître l’accession d’Henri V d'Angleterre au trône de France, mais l’affaiblissement de l’Angleterre durant la minorité d’Henri VI et les reconquêtes de Charles VII, grâce notamment à l'épopée de Jeanne d'Arc, le conduisent à établir la paix avec son cousin de France. Le traité d’Arras 1435 voit la rupture avec l’Angleterre, mauvais allié financier, l’indépendance vassalique personnelle avec le monarque français et l’acquisition des villes de la Somme (seule Tournai reste dans le giron du roi de France). Cela entraîne inévitablement des troubles en Flandre (siège infructueux de Calais par les Burgundo-flamands, attaques anglaises en Flandre maritime, révoltes de Bruges et de Gand déjà évoquées). Malgré cela, Philippe le Bon réussit à maintenir la neutralité de ses États. Les approvisionnements de laine anglaise, suspendus en 1435, sont rétablis et la situation revient à la normale dès 1439.

#### Le règne de Charles le Téméraire (1464-1477)

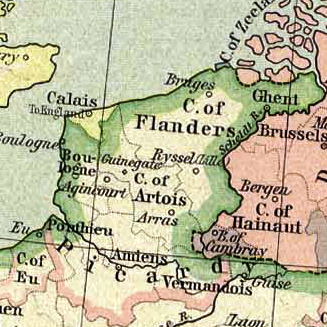
Les comtés de Flandre, d'Artois et de Hainaut en 1477.

La politique de Charles le Téméraire suscite une guerre ouverte avec Louis XI (3 décembre 1470). La Flandre subit directement l'étouffement économique orchestré par le roi de France : interdiction de l'exportation de blé vers les « Pays de par deçà », attaques par les corsaires français des bateaux flamands de pêche au hareng, taxation des marchandises venant des pays bourguignons... Disettes et crise économique se conjuguent et frappent la Flandre de plein fouet. Charles de Bourgogne trouve la mort lors du siège de Nancy (5 janvier 1477).

#### La guerre de Succession de Bourgogne (1477-1482)
La mort du Téméraire permet au roi de France de prendre l'offensive : il s'empare de l'Artois et de la Bourgogne et ses troupes pénètrent en Hainaut, menaçant directement la Flandre. La fille de Charles, Marie de Bourgogne (1477-1482) se trouve confrontée à la rébellion des villes de Flandre, notamment Bruges où sont exécutés les figures emblématique du centralisme bourguignon que sont le chancelier Hugonet et Guy de Brimeu, seigneur de Humbercourt (3 avril 1477). Elle doit céder aux exigences de ses territoires pour maintenir sa légitimité : elle accorde aux États généraux réunis à Gand le « Grand Privilège » (11 février 1477), qui supprime le Parlement de Malines et rétablit à sa place un grand conseil des Pays-Bas, dans lequel la Flandre a quatre représentants sur vingt-cinq. Elle octroie de nombreuses chartes, dont trois à Bruges et une à Ypres, et restitue des pouvoirs aux Quatre Membres de Flandre, désormais seulement trois après en avoir exclu le Franc de Bruges. Les métiers urbains trouvent leur revanche sur le patriciat.
Marie épouse en hâte l'archiduc Maximilien d'Autriche, se dotant ainsi d'un bras armé pour défendre ses possessions. L'archiduc contient l'avance française, repoussant notamment une attaque sur Audenarde et Ypres (mai 1478) et remportant, avec les milices communales flamandes, la victoire de Guinegatte (7 août 1479). La guerre, aggravée par les conditions climatiques de l'hiver 1479-1480, qui est particulièrement rigoureux, engendre la famine (1480). Le blé, importé de Prusse par la Hanse via le port de Bruges, coûte très cher et les navires sont sous la menace constante des corsaires français.
Le manque d'argent oblige Marie et Maximilien à majorer de moitié le cours des monnaies d'or (1478). Devant les difficultés économiques, les villes sont de plus en plus réticentes à accorder leur aide financière. Aussi la mort accidentelle de Marie (27 mars 1482) oblige-t-elle Maximilien à conclure avec la France le traité d'Arras (23 décembre 1482), négocié partiellement directement entre Gand et Louis XI[pas clair]. Maximilien abandonne l'Artois, mais conserve la Flandre, y compris les seigneuries de Lille, Douai et Orchies.

### L'époque des Habsbourg de Philippe le Beau à Charles Quint (1482-1555)

#### Première régence de Maximilien d'Autriche (1482-1494)
Maximilien a été désigné par Marie de Bourgogne comme tuteur de leurs enfants et comme régent de ses États au nom du duc Philippe le Beau (Philippe IV de Flandre), né en 1478, premier Habsbourg à régner sur la Bourgogne et les Pays-Bas bourguignons. Cette période de régence, qui doit durer jusqu'aux seize ans de Philippe, est marquée par des troubles, notamment en Flandre, au Brabant et en Hollande.
La régence de Maximilien est reconnue par les États généraux en décembre 1482, après la signature du traité d'Arras qui met fin à la guerre avec la France, au détriment de la maison de Bourgogne. Les États n'accordent à Maximilien qu'une mainbournie réduite.[pas clair]
Mais après la mort de Louis XI (août 1483), dont le successeur Charles VIII est très jeune, Maximilien envisage la reprise de la guerre, idée avec laquelle les villes sont en désaccord. Un émissaire, envoyé à la cour de France, est arrêté par les fidèles de Maximilien, ce qui suscite une première révolte (1483-1485). Plusieurs villes flamandes (notamment Gand, sous la direction de Jan van Coppenholle) et brabançonnes s'associent pour établir un conseil de régence, se substituant ainsi à Maximilien. Ce conseil inclut notamment :
- Philippe de Bourgogne-Beveren, fils d'Antoine, fils naturel de Philippe le Bon (« Grand Bâtard de Bourgogne »), qui lui-même est alors au service du roi de France ;
- Louis de Gruuthuse, etc.

En 1488, le régent se retrouve même prisonnier des Brugeois révoltés et est obligé de cautionner le bain de sang de ses partisans auquel il est forcé d'assister[pas clair]. Un soutien lui est apporté par le prince allemand Albert III, duc de Saxe. En 1492, le chef gantois Jan van Coppenholle (1434-1492) est exécuté.
C'est une période d'aggravation de la crise pour le comté de Flandre. Crise économique majeure[réf. nécessaire], hausse des prix, destruction des campagnes, catastrophes (famines, ensablement du Zwin) sont aggravés par le conservatisme des guildes[réf. nécessaire] et l'arrogance politique de Gand[pas clair] qui se met à dos les autres provinces. La clientèle économique, les élites politiques et culturelles se déplacent vers le Brabant (Anvers, Malines, Bruxelles), fuyant le rigorisme et les violences[pas clair].

#### Règne de Philippe le Beau (1494-1506)
Devenu majeur, Philippe le Beau commence son règne personnel (1494-1506) en restreignant considérablement les concessions de 1477: il rétablit notamment le Franc de Bruges comme membre de Flandre, contrebalançant ainsi le pouvoir des villes. En 1496, un traité (Intercursus Magnus) réorganise le commerce avec l'Angleterre. Le Parlement de Malines est rétabli en 1504.
Le comte, souverain des Pays-Bas, s'il est encore présent en Flandre, hérite en 1504 (mort d'Isabelle la Catholique) du fait de son mariage avec Jeanne de Castille, de la couronne de Castille, mais il meurt prématurément dans son nouveau royaume en 1506.

#### Régence de Maximilien et de Marguerite d'Autriche (1506-1515)
Son fils Charles, le futur Charles Quint, né à Gand, reste aux Pays-Bas où il est élevé par sa tante Marguerite d'Autriche.

#### Règne de Charles de Habsbourg (Charles Quint à partir de 1520) (1515-1555)
Le fils de Philippe et de son épouse Jeanne Ire de Castille, Charles de Habsbourg, né à Gand en 1500, proclamé duc de Bourgogne (en titre) et souverain des Pays-Bas en 1515, roi de Castille et roi d'Aragon en 1516, à la mort de Ferdinand d'Aragon). À la suite de la mort de Maximilien (1519), il devient chef de la maison de Habsbourg, puis est élu empereur germanique en octobre 1520, sous le nom de Charles V (Charles Quint).
De 1517 (départ en Espagne) à 1555 (abdication), Charles ne passe que dix ans aux Pays-Bas, bien qu'il reste attaché à ses origines bourguignonnes. Mais il doit aussi séjourner en Espagne, dans le Saint-Empire, et en Italie en raison des guerres avec la France. Il laisse la régence des Pays-Bas (avec le titre de « gouvernante ») à sa tante Marguerite d'Autriche (1517-1530), puis, à la mort de celle-ci, à sa sœur Marie de Hongrie.
Aux Pays-Bas, il poursuit le rassemblement des provinces, qui à la fin de son règne (1555), sont au nombre de dix-sept. Le comté de Flandre et le comté d'Artois sont séparés du royaume de France (traité de Madrid, 1526) et entrent, ainsi que le Tournaisis (annexé en 1521) dans le cercle impérial de Bourgogne. Les liens des Pays-Bas avec l'Empire sont cependant réduits après la transaction d'Augsbourg de 1548, prolongée par la Pragmatique Sanction de 1549 qui uniformise la procédure de succession dans les provinces néerlandaises.
Charles Quint intervient en personne pour réprimer la révolte de Gand de 1539, au cours de laquelle est exécuté Liévin Pyn. Les principaux meneurs sont exécutés à leur tour, les autres sont soumis à l'humiliation publique du défilé de repentance et la Concession caroline de 1540 abolit les privilèges de la commune dont les fortifications sont détruites.
Le creusement du canal entre Gand et l'Escaut oriental est initié dès 1547.

### Des Habsbourg d'Espagne à la conquête française (1555-1795)

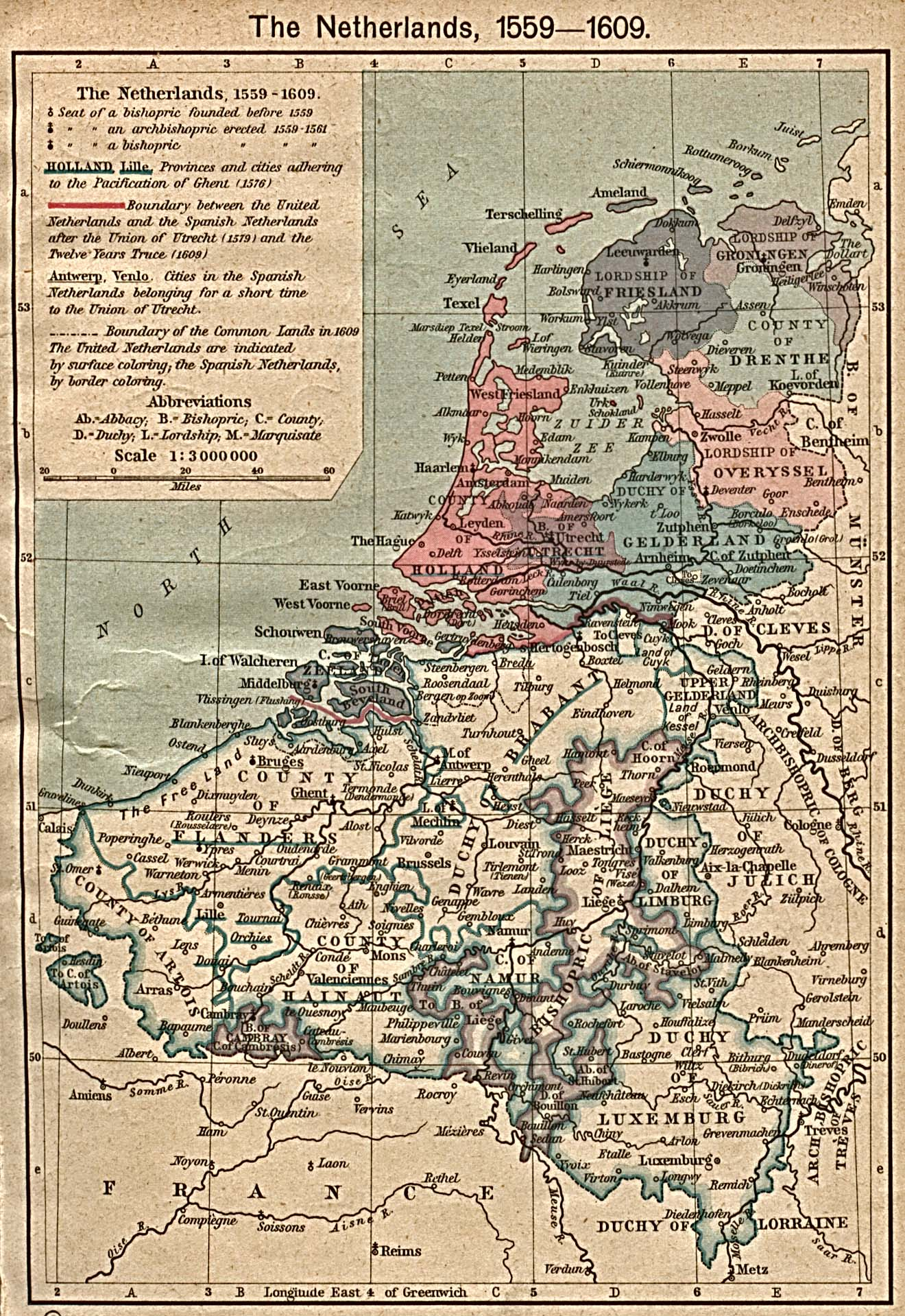
Le comté de Flandre dans les Pays-Bas (1559-1608).

Les tentatives centralisatrices et les persécutions religieuses sous Philippe II d'Espagne font éclater l'unité des Dix-Sept Provinces : les Provinces-Unies, à dominante protestante, proclament leur indépendance en 1581. La Flandre catholique réintègre les Pays-Bas espagnols et se sépare des Provinces-Unies qui lui barrent l'accès aux bouches de l'Escaut. Le sud du comté, avec Lille, Douai, Orchies et Dunkerque, est conquis par Louis XIV et devient la Flandre française. La guerre de Succession d'Espagne aboutit, en 1714, à l'attribution du comté aux Pays-Bas autrichiens dépendant des Habsbourg d'Autriche. Après une dernière révolte en 1787 contre la politique anticléricale de Joseph II, le comté disparaît formellement du fait de la conquête française pendant la Révolution.

#### Débuts du règne de Philippe II (1555-1566)
Philippe, le fils de Charles, succède à son père lorsque celui-ci abdique en 1555 pour les Pays-Bas. Philippe, déjà venu aux Pays-Bas en 1549, assiste à l'abdication de son père à Bruxelles. En 1556, il accède au trône d'Espagne et de l'empire espagnol.
Philippe, qui a été élevé en Espagne, ne parle pas le français et n'a aucune sympathie pour la Flandre et le reste des Pays-Bas dont il a du mal à accepter les privilèges traditionnels. Quand il repart pour l'Espagne en 1559, c'est pour ne plus jamais revenir dans ses possessions du nord, qu'il dirigera depuis Madrid par l'intermédiaire de ses gouverneurs.
L’intransigeance de Philippe II d'Espagne (Philippe V de Flandre) mène les Pays-Bas à la révolte, puis à la guerre et finalement à la sécession des provinces du nord. Le comté de Flandre est touché de plein fouet par ce conflit, où se mêlent guerre d’indépendance, guerre religieuse et guerre civile.
L’Inquisition que les élites locales ont modérée sous le règne de Charles Quint, devient forcenée sous le règne de Philippe. À la suite de la Bulle papale de 1559, la vieille structure épiscopale datant de l’époque franque est actualisée. Alors que le comté relevait jusqu’alors de trois évêchés au moins (celui de Thérouanne pour Ypres et le sud-ouest, celui de Cambrai pour l’est et celui de Tournai pour le cœur du comté), un seul évêque installé à Bruges régit maintenant l’ensemble du territoire. Mais cette amélioration renforce la mainmise espagnole et l’acharnement contre les hérétiques au catholicisme romain. De nombreuses élites urbaines sont devenus protestantes. Le luthéranisme est apparu dès après 1517, grâce à l’imprimerie et au fort contexte humaniste de la région. Les anabaptistes se sont développés par la suite, mais, depuis les années 1550, le calvinisme domine le mouvement protestant. Centre de la Réforme catholique, l'université de Douai est créée en 1559.

#### De la révolte des Gueux à la sécession des Provinces-Unies (1566-1585)
Les premières exactions de la Furie iconoclaste, prélude à la Révolte des gueux qui débouchera sur la guerre de Quatre-Vingts Ans, ont lieu en Flandre : les calvinistes iconoclastes saccagent les premiers édifices religieux en août 1566 : l’église Saint-Laurent à Steenvoorde, le monastère de Saint-Antoine à Bailleul, puis des dizaines d’églises autour de Poperinge, Bergues-Saint-Winoc, Cassel avant Anvers et Gand. La Flandre, plus vulnérable géographiquement que la Zélande ou la Hollande, subit de plein fouet la terrible répression du duc d’Albe (exécution du comte d’Egmont conseiller d’État de Flandre et du comte de Hornes, 1568) : les élites protestantes qui ne sont pas massacrées prennent la fuite. Le commerce et l’industrie sont cette fois ruinés pour un long moment. Le massacre de la Saint-Barthélemy en France (1572) déçoit les espoirs de Guillaume d'Orange de reprendre la Flandre. Le rappel du duc d’Albe (1574), la mort de son successeur Luis de Requesens (1576), puis les mutineries sanglantes des soldats espagnols impayés (sac d'Anvers du début novembre 1576) amènent les États généraux à proclamer la Pacification de Gand afin d'unir tous les Néerlandais contre la présence des troupes espagnoles (8 novembre 1576).
Mais l'unité ne dure pas. Les fanatismes religieux sont trop forts. Gand, Ypres et Bruges deviennent des républiques calvinistes sur le modèle genevois. Les églises de leurs environs sont pillées. Aussi, après la défaite de Gembloux devant Alexandre Farnèse (janvier 1578), les régiments wallons catholiques vaincus attaquent-ils les calvinistes flamands. En janvier 1579, l’union d’Arras regroupe les provinces du sud à dominance catholique (Artois, Hainaut, Douai et Cambrai), qui reconnaissent la souveraineté de Philippe. L’union d’Utrecht est formée en réaction ; les villes de Bruges, Gand, Ypres, Tournai et Anvers s’y associent. C’est la guerre civile, et la fin des Dix-Sept Provinces.
En juillet 1581, les États généraux de l'union d'Utrecht proclament la déchéance de Philippe de tous ses droits sur les Pays-Bas (acte de La Haye). Mais l'armée espagnole va reconquérir une partie des territoires sécessionnistes, la totalité de la Flandre et la plus grande partie du Brabant : une à une, les villes tombent aux mains du duc de Parme : Tournai (novembre 1581), Audenarde (juillet 1582), Ypres (janvier 1583), Bruges (mai 1584), Gand (septembre 1584). En 1585, Alexandre Farnèse prend Anvers, limite de la reconquête face aux sept provinces qui vont former la république des Provinces-Unies, reconnue par les rois d'Espagne seulement en 1648.

#### La période espagnole: 1585-1714
Les Espagnols noyautent dès lors tous les niveaux de l'administration, sans jamais s'implanter. La vigueur de la Flandre s'anéantit dans la Contre-Réforme. Privée de son commerce par le refus de l'Espagne de l'associer à celui des Indes, et par la fermeture de l'estuaire de l'Escaut par les Provinces-Unies, le comté devient une coquille vide dont la structure subsistera néanmoins jusqu'à la fin du XVIIIe siècle.
Les Pays-Bas méridionaux deviennent après le traité des Pyrénées en 1659 un État tampon entre les ambitions françaises et les Provinces Unies, qui ont oublié toute idée de réunification. La Flandre subit les guerres quasi incessantes entre les puissances européennes. Louis XIV s'empare graduellement du sud du comté (Tournai, Douai, Armentières, Lille, Bergues, Furnes en 1668 à la Paix d'Aix-la-Chapelle, Courtrai, Audenarde entre 1668 et 1678, Cassel, Ypres en 1678 au traité de Nimègue), avant de refluer partiellement. L'administration royale crée alors la Province de Flandre, regroupant ces conquêtes, incluant également le Cambrésis et la partie sud de l'ancien comté de Hainaut[réf. nécessaire]. La Flandre reste dévastée par les campagnes de l'armée française (1642-1658, 1661-1668, 1673-1678, 1689-1697, 1700-1705).
La guerre de Succession d'Espagne voit le retrait limité de la France (perte d'Ypres et de Poperinge) et l'administration du territoire par les Anglo-néerlandais (1705-1714) jusqu'au traité d'Utrecht qui place les Pays-Bas méridionaux sous le contrôle autrichien.

#### La période autrichienne: 1714-1794
La paix d'Utrecht (1713) donne les Pays-Bas méridionaux à Charles VI. Les provinces belges doivent cependant assurer le financement du maintien de garnisons hollandaises dans les villes flamandes de Furnes, Ypres, Knokke, Warneton, Menin, Tournai et Termonde. La paix se maintient jusqu'en 1744, date où la France occupe à nouveau le pays (1744-1748). La situation économique s'améliore quelque peu. Marie-Thérèse (1744-1780) et Joseph II (1780-1790) tentent de réduire la puissance sclérosante des guildes. Joseph II fait démanteler les forteresses tenues par les Hollandais, qu'il chasse de Flandre (1782).
Les réformes radicales de l'Empereur sont brutales et imposées par le haut. Le comté, comme les autres structures administratives, est supprimé (1er janvier 1787), rétabli (30 mai 1787), supprimé de nouveau (17 décembre 1787) et les Autrichiens sont finalement chassés (révolution brabançonne). En 1790, lors de la première réunion des États-Généraux depuis 1632, le comté intègre les éphémères États-Belgiques-Unis proclamés à cette occasion. Mais, dès la fin 1790, l'Autriche occupe à nouveau le territoire.

#### La conquête française et la disparition du comté de Flandre (1794-1795)
En 1795, date à laquelle, après la guerre (1792-1794) et la conquête (1794), le comté disparaît et les territoires qui le composent encore sont départementalisés (hors Tournai, rattaché au département de Jemmapes) : deux départements français sont ainsi mis en place, l'Escaut et la Lys, prototypes des futures provinces belges de Flandre-Orientale et de Flandre-Occidentale, créées en 1814 au sein du royaume des Pays-Bas et intégrées à la Belgique en 1830.

## Titulature et statut

D'or au lion de sable armé et lampassé de gueules.

### Pairie
Le comte de Flandre était l'un des six pairs laïcs primitifs du Royaume de France (les pairs laïcs à l'avènement d'Hugues Capet en juillet 987).
Après le détachement officiel de la Flandre du royaume de France en 1529 (et même depuis les pertes de suzeraineté successives de 1435 — dispense personnelle d'hommage du comte de Flandre-duc de Bourgogne pour ses domaines français (alors que Charles Quint, comte de Flandre, prête quand même hommage au roi de France en 1515) — de 1468 — fin de l'appel au Parlement de Paris — et de 1526 — traité de Madrid non ratifié et concessions de François Ier), les sacres des rois de France ont continué de se dérouler en affectant à l'un des plus grands personnages du royaume le rôle du comte de Flandre (voir référence sur la page dédiée : Le sacre des rois de France). Cet aspect du cérémonial du sacre s'est poursuivi après la reconquête par Louis XIV d'une partie de l'ancien comté de Flandre, bien que les terres recouvrées fissent partie du domaine royal, sans plus relever d'un comte particulier.

### Régents de France
Deux comtes de Flandre eurent le titre de régent de France : le premier, Baudouin V, fut tuteur en 1060 de Philippe Ier, son neveu ; le second, Philippe d'Alsace, fils de Thierry d'Alsace, eut la tutelle de Philippe Auguste. Un autre comte, Baudouin IX, fut empereur de Constantinople (1204).

### Belgique
À partir de 1840, la monarchie belge s’est approprié le titre de « Comte de Flandre ». En règle générale, il était attribué au second dans l’ordre de succession au trône de Belgique. En particulier, Charles de Belgique, comte de Flandre, fils du roi Albert Ier et frère cadet du roi Léopold III, assura la régence de 1944 à 1950 pendant l'impossibilité de régner de ce dernier, due à la polémique sur son comportement pendant la guerre. Le titre de comte de Flandre a été aboli par décision royale le 16 octobre 2001.

### Sources et bibliographie
- Wim P. Blockmans, « La position du comté de Flandres dans le royaume à la fin du XVe siècle », dans Bernard Chevalier et Philippe Contamine (dir.), La France de la fin du XVe siècle : renouveau et apogée, Paris, CNRS Éditions, 1985, X-352 p. (ISBN 2-222-03612-7, lire en ligne), p. 71-89.
- Patricia Carson, Miroir de la Flandre, Tielt, Éditions Lannoo, 1973, révision 1991,  (ISBN 90 209 2714 0)
- Geneviève de Cant, Jeanne et Marguerite de Constantinople : comtesses de Flandre et de Hainaut au XIIIe siècle, Bruxelles, Éd. Racine, 1997, 246 p. (ISBN 2-87386-044-8, OCLC 247801361)
- Douxchamps Cécile et José : Nos dynastes médiévaux, Wepion-Namur 1996, José Douxchamps, éditeur ;  (ISBN 29600078-1-6)
- Georges-Henri Dumont, Histoire de la Belgique, Histoire/le cri, Bruxelles 1977,  (ISBN 2-87106-182-3)
- Georges-Henri Dumont, Marie de Bourgogne, Fayard 1982,  (ISBN 2-213-01197-4)
- (en) Geirnaert Noël et Vandamme Ludo: Bruges: two thousands years of history, Stichting Kunstboek bvba, Bruges, 1996;  (ISBN 90-74377-46-7)
- Le Glay Edward : Histoire des comtes de Flandre jusqu'à l'avènement de la Maison de Bourgogne, Comptoir des Imprimeurs-unis, Paris, MDCCCXLIII
- Lestocquoy Jean, Histoire de la Flandre et de l'Artois, Presses universitaires de France, Paris 1949
- Platelle Henri et Clauzel Denis : Histoire des provinces françaises du Nord, 2. Des principautés à l'empire de Charles Quint (900-1519), Westhoek-Éditions Éditions des Beffrois, 1989 ;  (ISBN 2-87789-004-X)
- Marie-Nicolas Bouillet  et Alexis Chassang (dir.), « Comté de Flandre » dans Dictionnaire universel d’histoire et de géographie, 1878 (lire sur Wikisource)
- Éric Vanneufville, 'Histoire de Flandre. Le point de vue flamand, éditions Yoran embanner, 2011, 2e éd. (1re éd. 2009).